# A miskolci vendéglátás története 1945-ig

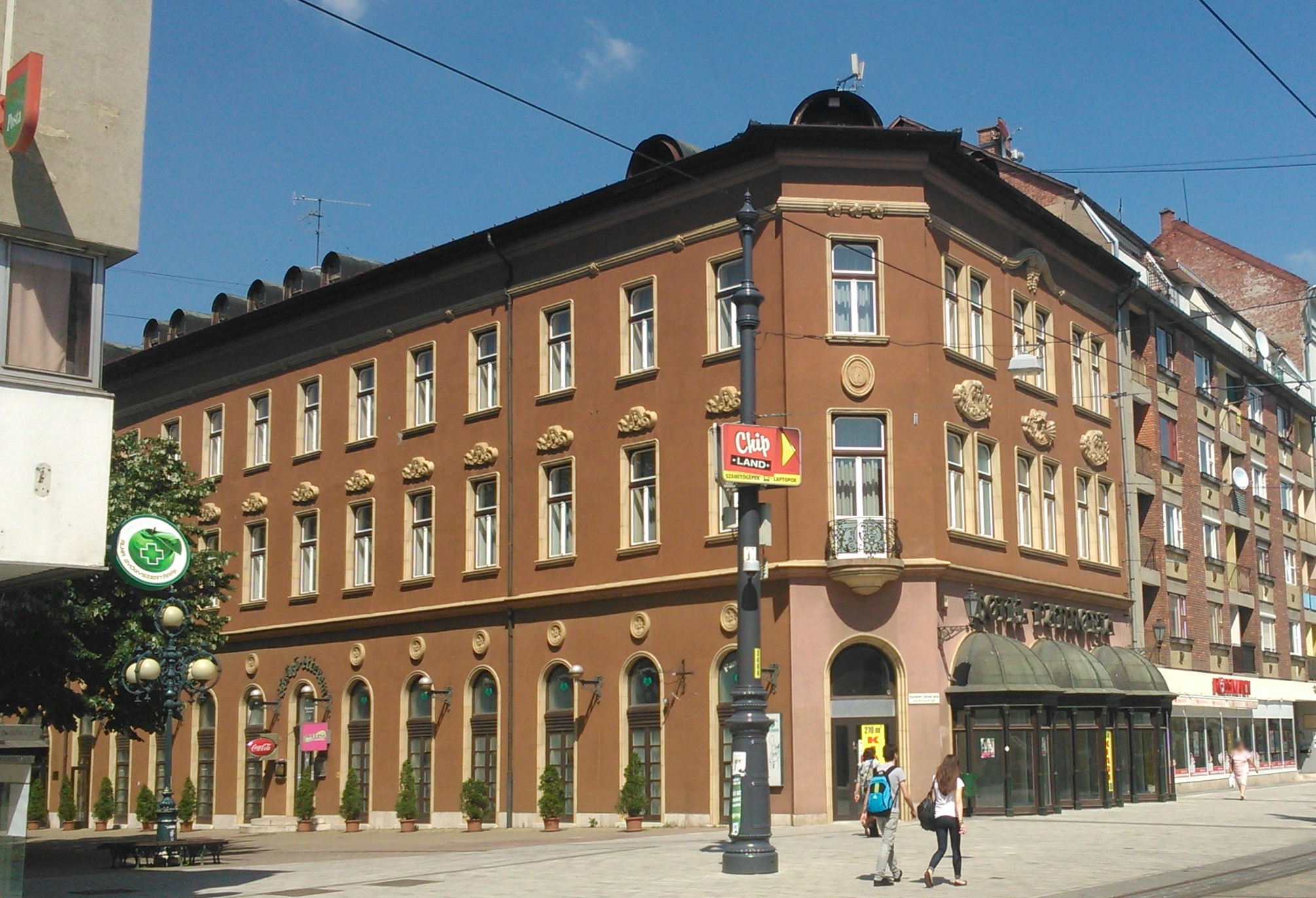
A miskolci Pannónia szálló

A miskolci vendéglátás története szoros összefüggésben van a település kereskedőváros voltával. A Miskolcra a város kapuin át érkező és esetleg továbbhaladó kereskedők ellátása a vendéglátás sokirányú kielégítését kívánta meg. Erre szolgáltak a miskolci kocsmák és vendéglők, a vendégfogadók, a szállodák, a kávéházak és cukrászdák, valamint a több százra tehető, ételt is kínáló pincék.
A számos városi kocsma a meglévő helyi igények kielégítésében játszotta a fő szerepet, és az akkori (bel)város számos pontján helyezkedtek el. Ezeken kívül ki kell emelni az Avas, a Tetemvár és a Bábonyibérc pincehálózatának kocsmáit is. A kocsmákban eleinte csak bort és pálinkát mértek, csak később jelent meg a sör a kínálatban. A városi rendelkezések szerint a pincékben szigorúan tilos volt étel, harapnivaló kiszolgálása. A korcsmálás – elvileg – szigorú körülmények között folyt, az italmérési jog megszerzését, ellenőrzését és időszakonkénti szabályozását a borbíró végezte. A város folyamatos – de az események tükrében sikertelen és nem is teljes erővel végzett – harcot folytatott az engedély nélküli italmérés, az úgynevezett kura vagy kurta kocsmák ellen. Az is előfordult, hogy a lakosság a megbüntetett kurta korcsmárosoknak a pártjára állt, megakadályozta a lefoglalt bor elszállítását, és még az ispánt is elűzte, a hajdúival együtt.
A vendéglátás más szintjét jelentették a vendégfogadók és a szállodák. Ezen a területen némi késéssel reagált a város az igényekre. Miskolc tanácsa 1718-ban építette meg Zöldfa vendégfogadóját a Csabai (akkor Mindszenti) kapunál, a Miskolctól akkor elkülönült Mindszent településsel szemben, az út másik oldalán. Erre a helyre a tanács a városba érkező nagy kereskedelmi és szekérforgalom miatt gondolhatott, de – bár a 19. század közepéig működött – nem igazán vált be, mert távol volt a város központjától. Miskolc belvárosában nyílt a 18. század utolsó harmadában a Három Rózsa vendégfogadó, de eleinte csak két vendégszobája volt. A Korona vendégfogadó még inkább az akkori belvárosban helyezkedett el, a Piac utca központi helyén (ma Széchenyi István utca 1.), de ebben is csak négy vagy hat vendégszoba volt. Ez azt jelenti, hogy Miskolcnak még 1798-ban is csupán három szállója volt, összesen 13–15 szobával. Az elszállásolási igények azután kikényszerítették további szálláshelyek, szállodák építését.
Sajátos oldala volt a vendéglátásnak a kávéházak és cukrászdák megjelenése a városban. A kávézás szokása az 1700-as években kezdett elterjedni Miskolcon, először a nagypolgárság köreiben. Az első kávéház 1788-ban nyílt meg a Piac utcában. A következő a legendássá vált Jost–Rabel–Roráriusz kávéház és cukrászda volt, amelyet eleinte svájci cukrászok vittek sikerre, és számos híresség is megfordult benne. A Megay cukrászda is nevezetes intézmény volt Miskolcon. Tulajdonosa számos szakmai versenyen szerzett hírnevet magának és cukrászdájának. További híres és a miskolciak emlékezetében sokáig megmaradó cukrászda volt a Piva, a Trillhaas–Doró–Rácz és a Capri.

## Kocsmák és vendéglők

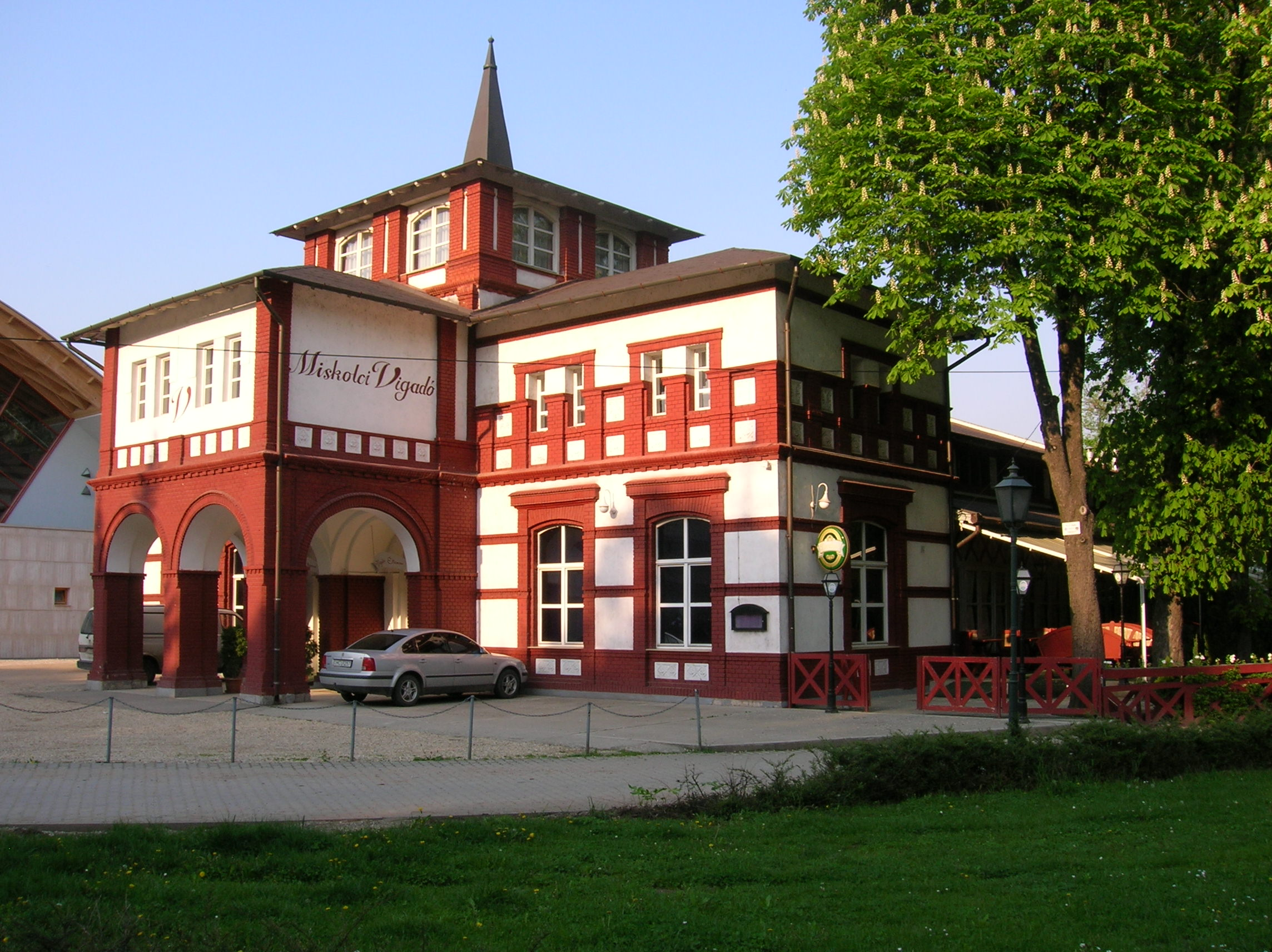
A Népkerti Vigadó

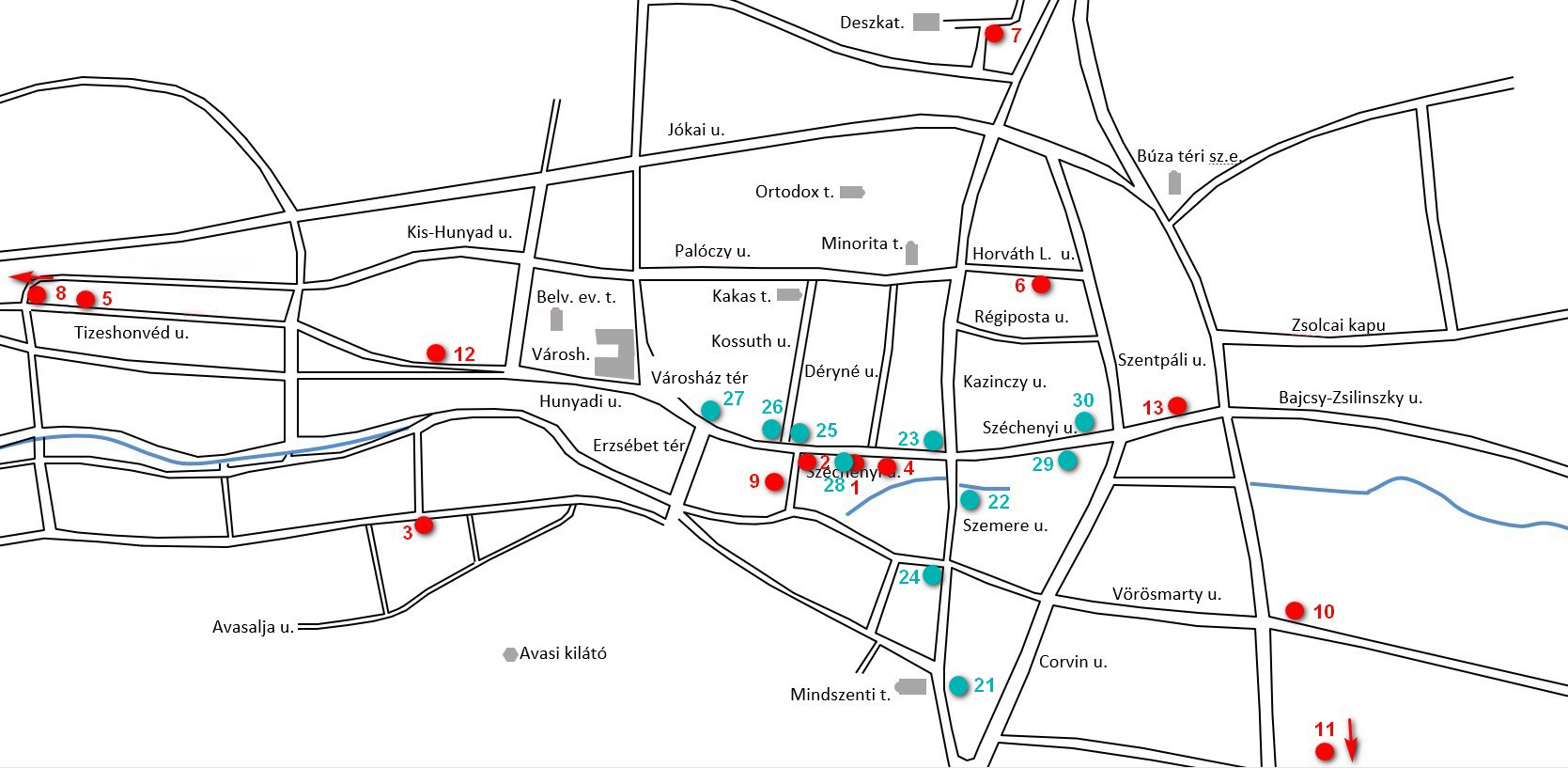
A miskolci kocsmák és szállodák elhelyezkedése Miskolc vázlatos térképén
1 – Korcsmaház a Szijgyártó funduson. 2 – Szarvas vagy Koplaló kortsma. 3 – Jézus Kútja Kortsma. 4 – Lutzi-korcsma. 5 – Hóhér vagy Serház kocsma. 6 – Újvárosi korcsma. 7 – Tetemvári kocsma. 8 – Svábsori korcsma. 9 – Kispipa vendéglő. 10 – Messzelátó csárda. 11 – Népkerti Vigadó. 12 – Hunyadi vendéglő. 13 – Leffler vendéglő.
21 – Zöldfa vendégfogadó. – 22 – Csillag vendégfogadó. 23 – Három Rózsa vendégfogadó, szálloda. 24 – Arany Bárány vendégfogadó. 25 – Pannónia szálloda. 26 – Fekete Sas vendégfogadó. 27 – Korona szálló. 28 – Arany Csillag szálloda. 29 – Royal szálló. 30 – Széchenyi szálloda.

Miskolcon az évszázadok során működő kocsmák számát lehetetlen megállapítani. A 19. század előtti időkből kevés írásos forrás van, csak azt követően szaporodtak meg a leírások. Az állandó engedéllyel rendelkező borkimérések vagy földesúri (uradalmi és apátsági), vagy városi kezelésben voltak, ahol fizetett alkalmazott mérte az uradalom, az apátság és a város borát. Voltak időszakosan működő kocsmák is, amelyek Szent Mihály napjától karácsonyig vagy újévig működtek. Ezeket kántorkocsmáknak nevezték. Sok engedély nélküli kocsma is volt a városban, amelyeket kurta vagy kura kocsmáknak hívtak. A tilalmas italmérést a város – sikertelenül – üldözte, 1790-ben például 131 kurta korcsmáros ellen indult eljárás. Sok helyen az avasi, a tetemvári és más pincékhez is telepítettek kocsmákat, ezek voltak a korcsmáló pincék. A kocsmákban bort, esetleg pálinkát mértek, de szigorúan tilos volt bármiféle ételt kiszolgálni, ezért a kocsmák egyikét-másikát koplalókocsmának is nevezték.
A bor kimérése mellett a 18. század elején meghonosodott a sörivás is Miskolcon. A Mindszenten létesült, a tapolcai apátság tulajdonában lévő serfőző műhelyről 1709-ben, míg a város serházáról 1714-ben esik szó először. A serházakban pálinkafőzés is folyt, de 1917-től központi városi szeszfőzde is üzemelt, ahol elsősorban égetett, tömény alkoholt állítottak elő még 1929-ben is. A nyolc embert foglalkoztató üzem a mai Zsolcai kapu 45. alatt működött. A serfőzés azonban igény hiányában nem fejlődött kellő mértékben. A 19. század végén, a két miskolci sörüzem megszűnése után létesült Zurich János-féle műhely is csak szakaszosan működött, de volt év, hogy egyáltalán nem termelt, meg is szűnt. Magyarországon, így Miskolcon is a sörfogyasztás az 1920-as évektől indult növekedésnek. Mivel serfőző üzem akkor már nem volt a városban, a sör nagykereskedőkön keresztül érkezett Miskolcra más sörüzemekből. Megemlítendő Kálmán József nagykereskedése, a Kálmán- és Mann-féle lerakat, vagy a Dréher (-Haggenmacher) Serfőzde főlerakata. Ezek jobbára a Zsolcai kapuban helyezkedtek el. Utóbbi létesítette a Zsolcai kapu 5. alatti Hági söröző-éttermet.
- A tapolcai apátság mindszenti serfőző műhelye. A serfőző műhely 1709-ben létesült Mindszenten, a Petrik András tapolcai apát, illetve Bazilud Jakab és Kirsz János közötti szerződés értelmében. A tulajdonosok engedélyt kaptak pálinkafőzésre is. Érdekes kitétele volt a szerződésnek, hogy külső (azaz miskolci) kocsmákba nem szállíthattak sört. Nem tudni, mikorra épült fel a sörüzem, de 1713-ban már üzemelt. A telep 1733 körül leégett, de az ismert, hogy 1742-ben már működött. Egy 1746-os elszámolás szerint január és augusztus között 463 3/4 köböl árpából 385 hordó sört főztek. A pálinkafőzéshez az alapanyagot az apátság tapolcai, görömbölyi és miskolci szőlőiből, gyümölcsöseiből szállították. A serfőző üzem működésével kapcsolatban 1818-ból származik az utolsó adat: egy peres levélben említik, ezt követően szűnhetett meg.[4]
- Miskolc város serfőző műhelye. „Az Hunyad utcán kívül való városunk közönséges serháza" az akkori Serház utcában (a mai Tizeshonvéd utca 21. alatt) működött, ma a Herman Ottó Gimnázium épülete áll a helyén. A serházban pálinkát is főztek. 1774 előtt a ház leéghetett, az új üzemről 1775-ben készült egy felmérés: „Jó anyagból épült, zsindelyezve, két részből áll. Az első rész, a nyersanyagraktár 13 öl 2 láb hosszú, 4 öl széles. Padlózata tégla, s itt található a malátatűzhely. Efölött a … magtár. Ezután következik a malátaszárító…. Aztán a sörfőzésre szolgáló kő tűzhely. Ez után következik maga a sörfőző, bolthajtásos, 4 négyszegletes kőgyám tartja a bolthajtását. … Itt vannak a sörfőző edények, kádak fából. … Ezt követi a … sörraktár.” Az 1783-as összeírás hasonló állapotokat talált, de megemlítette még, hogy az üzem a Hóhér, vagy Serházkorcsma táján található. Ezt követően megszűnnek az adatok, a serfőző műhely 1883-ban valószínűleg megszűnt. Helyén, a régi épület elemeit felhasználva épült fel 1889-re a József laktanya a Miskolci 10. honvéd gyalogezred számára.[5]

Néhány a legfontosabb, illetve legtöbb írásos forrással rendelkező miskolci korcsmák és vendéglők közül, a feljegyzések szerinti írásmódban:
- Apátsági korcsma a mindszenti pincék között. Erről a kocsmáról került elő először feljegyzés, a vendéglátóhely szinte folyamatos pereskedéseinek iratanyaga. A 18. század elején Althann Mihály váci püspök, tapolcai apát felügyeletében működött a kocsma, ami Miskolc város jogait sértette, ugyanis a Csabai kapunál, a Mindszenti templommal szemben a város is fenntartott egy kocsmát (Zöld Fa néven), innen adódott az állandó jogi perpatvar. A pincében még a 18. század második felében is volt borkimérés. Mindszent településén működött, de a pontos helye nem ismert.[6][7]
- Korcsmaház a Szijgyártó nevű funduson. Az 1745-ös összeírás részletes képet mutat a kocsma kialakításáról, berendezéséről. A deszkával borított, háromablakos szoba közepén hosszú asztal állt, mellette lócákkal. Az italtároló kamrába reteszes ajtón át lehetett bejutni, a kocsmaépület alatt pince volt. Akkori állapotára jellemző, hogy az összeírók javasolták, hogy „az Betssületes Város menél hamarébb megtsináltassa”. Feltehetően röviddel ezután lebontották. A kocsma a Piac utcában, a mai Széchenyi utca 26. szám, a Miskolci Takarékpénztár épülete helyén állt.[8]
- A Piatzon a Mészár Székek melletti régi épülletű korcsma. Az 1745-ös összeírásban található adat róla. Az írás ismerteti a korcsmáros lakóhelyét és az ivóházat, amely a Piac utca felől nyílt. Berendezése mindössze egy levert lábú tölgyfa asztalból, három lócából és egy fűtőkemencéből állt. A leltár a pincében „egy ón itzét, egy ón messzelyt, egy fa poltúrást, a sörhöz való egy-egy iccét és messzelyt, egy pénzestálat, valamint deszkából készült kettős csapszéket, három csapalávalót, egy tölcsért, egy csapfúrót” írt össze. A mai Művészetek Háza környékén, attól északra állt, ivószobája a főutcára nyílt.[9]
- Szarvas vagy Koplaló kortsma. A kocsma fennállását 1755-től 1874-ig lehet nyomon követni. Eszerint először uradalmi tulajdonban volt, és Szarvas Kortsma volt a neve. Az 1783-as összeírás szerint a Vay-házhoz tartozott. 1787-ben több gyanús nőszemélyt fogtak el benne, az idegeneket pedig kizsuppolták. Az „erkölcstelenségek” azonban tovább folytak, és 1811-ben az immár Koplaló kortsma névre hallgató hellyel kapcsolatban újabb városi intézkedésekre volt szükség. Az uradalom 1816-ban eladta az épületet Czinczifa Ádám görög kereskedőnek (az ő nevéhez fűződik a Főutca és a Rákóczi utca közötti kapcsolatot megteremtő Sötétkapu megépítése). 1828-ban újabb tulajdonosa lett, aki patikává alakította, majd az 1874-es nagy tűzvészben megsemmisült.[10]
- Sodoma Kortsma. 1764-ben említette Miskolc város jegyzőkönyve, hogy a kocsmában – a tiltások ellenére – egy cigány asszony táncolt, harminc korbácsütés volt a büntetése. Ezután is jobbára botrányos és peres iratokban fordul elő, végül 1811-ben említették utoljára. Helye nem ismert.[11]
- Jézus Kútja nevezetű Kortsma és bormérés. 1745-ben említették először, uradalmi kimérés volt. Itt is említés történt egy – kocsmákban nyilván nem ritka – részeges botrányokozásról, a vétkes Miklósi Mihály 1767-ben ötven botütést kapott. Az 1775. évi összeírás szerint az épület jó anyagból épült, a szoba-konyhás épület alatt helyezkedett el az ivószoba, pincéjében 12 hordó fért el. Helyileg az avasi pincék között, szűk helyre volt beszorítva az Avas oldalában. 1783-ban Johann Jung tervei alapján átépítették, de 1832-ben már nem létezett.[12]
- Lutzi- (Lacai-, Luciné-) korcsma. A kocsmát 1873-ban említették először, a Piac utcában helyezkedett el. Három szoba-kamra-konyhás, előtérrel rendelkező, boltozatos épület volt. „Kiszolgálásra alkalmas" pincéje is boltozott volt, amelyben 31 hordó bort lehetett tárolni, emellett négy asztalt, négy padot és hat széket helyeztek el benne. 1787-ben Luciné kocsmájaként említették, ezt követően nemsokára lebontották. A mai Széchenyi utca 32. szám alatti Divatház épülete áll a helyén.[13]
- 3 Kakas korcsma, később Fehér Kakas fogadó és korcsma. A kocsma neve 1787-ben tűnt fel először, a mai Zsolcai kapu 26. szám alatt állt. Később, az 1878-as árvízi jelentésben és más levelekben írtak róla („régebbi uradalmi épület”), majd 1881-ben Fehér kakas néven említették. 1880-ban Leszih Miksa gépgyáros vette meg az épületet gazdasági gépgyára számára, de az 1878. évi miskolci nagy árvíz után lebontották.[14]
- Hóhér, Serház vagy Felsővárosi kocsma. Az 1745. évi összeírás szerint „a Serházzal áttal ellenbe lévő” korcsmaként említették. A leírás ismerteti a kocsmáros lakását, és részletesen leírja a „mulatók házát”, „abban ex fundamentum kőből felrakott kémény, ezalatt egy kőkonyha, alatta egy sütő kementze, 1 hosszú asztal két lótza levert lábakkal. … Az ház alatt vagyon egy 3 öl hosszúságú és 2 öl szélességű kőből rakott Bóthajtásos Pintze, jó Botos Torokkal, és fa garádittsal, Béllett ajtóval elkészítve”. A kocsma folyamatosan működött, de az 1878-as nagy árvíz súlyosan megrongálta.[15]
- Újj város utcai korcsma-ház vagy Újvárosi korcsma. Az 1745. évi összeírás szerint „jó Fa épületű korcsmaház, sindelezettel. … A mulatóházban vagyon 2 hosszú lótza”. A ház alatt 3 öl hosszú és 2 öl széles kőből rakott bolthajtásos pince helyezkedett el, 18 gönci hordó fért el benne. A mai Horváth Lajos utca déli oldalán állt, megszűnésének körülményei nem ismertek.[16]
- Tetemvári korcsma. A 18. század elején épült, és a mai Petőfi tér mögötti meredek utcák elágazásánál állt. Az 1745-ös összeírás kőből rakott, jó épületnek nevezi, „mulató ház"-ában egy hosszú asztal és három lóca volt. Pincéjében 22 hordó fért el. A 18. század végén már romló állapotúnak írták le, megszűnése a 19–20. század fordulójára tehető.[17]
- Szárazfa vagy Svábsori korcsma. A 19. század elején épülhetett, és a Győri kapuban, az akkori Sváb soron, a mai Thököly utcával szemben működött. Fapadlós épület volt deszkakerítéssel, és nyáron az udvaron folyt a kiszolgálás.[17]
- Kispipa vendéglő. A mai Rákóczi utca 4. alatti épület 1890 körül került Mayer József, a Miskolci Polgári Egylet egyik szervezője és hivatalos vendéglőse tulajdonába, talán ő is építtette, és ő nevezte el Kispipának. Lakása az épület emeletén volt, a vendéglőegység a földszintet foglalta el. A Kispipa vagy Halászcsárda évtizedeken keresztül a miskolciak kedvelt vendéglője, Kispipa Halászcsárda néven a mai napig működik régi helyén, a Művészetek Házával szemben.[18][19]

- Messzelátó csárda. 1821–22-ben Pollák Dávid nyitotta meg az intézményt, majd az 1930-as években Balázs Lajos tulajdona volt. Az 1970-es években bontották le a Vörösmarty lakótelep építése miatt.[20]
- Népkerti Vigadó vagy Sport vendéglő. A Vigadó építése 1877 után történt meg, a terület rendezését követően. A Máyer József által bérelt vendéglő a Lövölde kert főbejáratának végén állt, táncteremmel, fabalkonnal, oldalt volt a vendéglői rész. Az épület mögött helyezkedett el a konyha, ettől balra volt a sportpálya, amely nyáron teniszpályaként, télen korcsolyapályaként működött. 1910-ben a neves Böczögő József vette át a Vigadót, és fellendítette a forgalmát. Az épületet 1926-ban Hajós Alfréd tervei alapján átépítették. Az 1930-as években átkeresztelték Sport vendéglővé, bérlője ekkor Tóth Sándor volt. A Népkerti Vigadó – jelentősen felújítva és korszerűsítve – a 21. században is működik.[21][22][23]

- Hunyadi vendéglő. A Medvecz József által alapított vendéglő a mai Dayka Gábor utca sarkán működött. Jó hírű, rendezett hely volt. Először a söntés helyiségébe lehetett belépni, ahol csak italokat szolgáltak fel, innen lehetett bejutni az éttermi részbe, ahol étel- és italkiszolgálás is volt. A vendéglő 1945 előtt bezárt, lebontották.[24]
- Leffler (Lefler, Lendvay) Károly vendéglői. Leffler Károlynak több vállalkozása is volt: működtetett vendéglőt a Belvárosban, de még Tapolcán is (utóbbi a mai posta helyén állt). A miskolciak közül az első a Hunyadi utcai vendéglő átvétele volt (Sárga korcsma néven), de ennek igen rossz híre volt. Nyitott még egyet a mai Déryné utca 6. szám alatt, majd a Széchenyi utca 115. alatt is, kerthelyiséggel. A földszintes épület ma is megvan.[25][26][27]
- Hági söröző, étterem. A Zsolcai kapu 5. számú telket 1907-ben vásárolta meg a Haggenmacher Kőbányai és Budafoki Sörgyárak Rt. sörözője számára. Földszintes, utcafrontra néző épület volt, 1936-ban valósult meg, mai homlokzata ekkor alakult ki. A Hági elnevezés valószínűleg a Haggenmacher névből rövidült le és vált „hivatalossá”, és a nevet ezt követően minden tulajdonos megtartotta. Színvonalas, népszerű szórakozóhely volt. Az étterem az 1944. június 2-i bombatámadás során megsérült, de hamar újjáépítették. Napjainkban nem működik.[28]

Az állandó vendéglők és éttermek mellett a Búza téri hetivásárokon rendszeresek voltak a lacikonyhák is, amelyek lacipecsenyét, hurkát és kocsonyát kínáltak az arrajáróknak miskolci fehérkenyérrel.

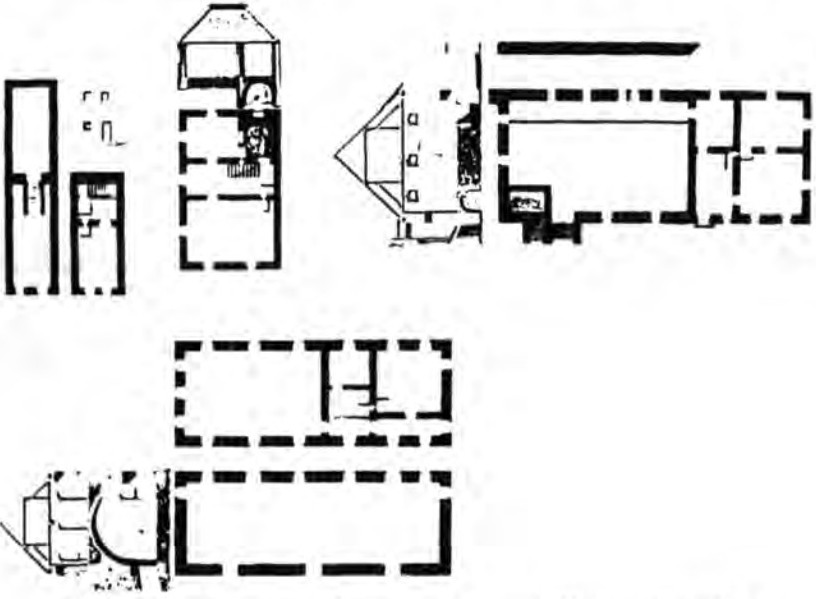
A Jézus Kútja kocsma tervrajza, Johann Jung, 1783
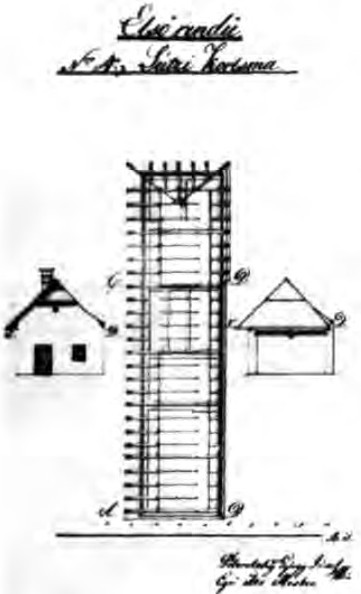
A Lutzi kocsma adatfelvételi rajza, 1832
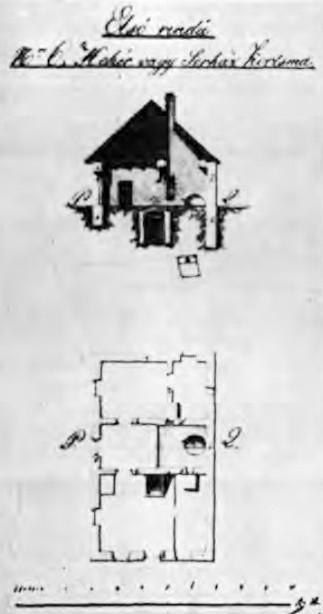
A Hóhér kocsma rajza
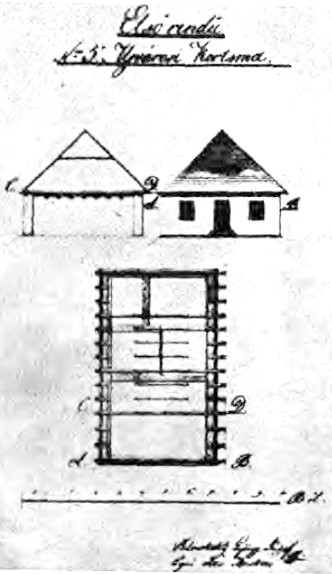
Az Újvárosi kocsma rajza
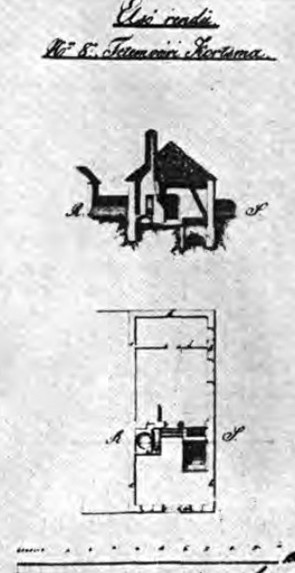
A Tetemvári kocsma rajza
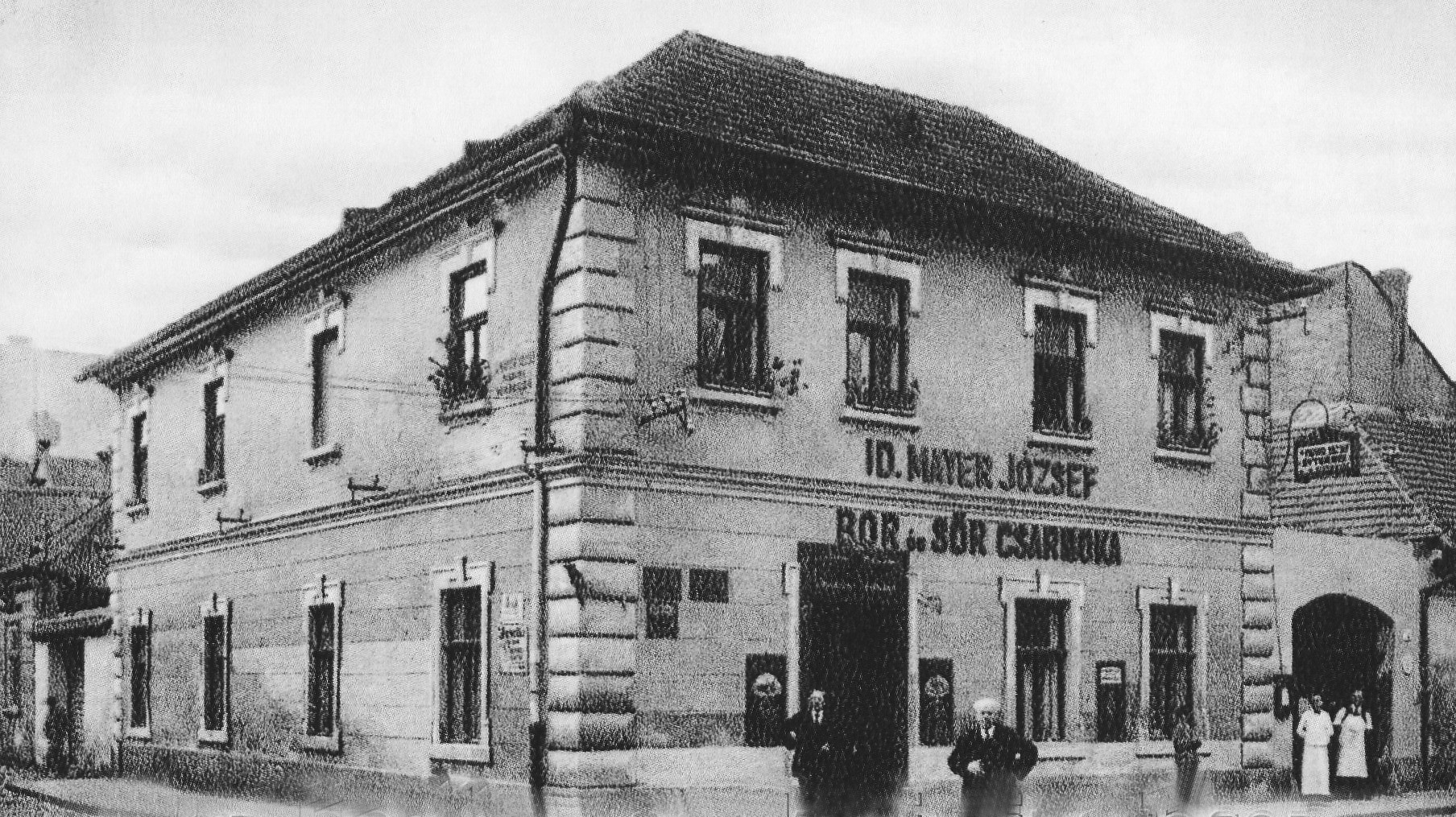
A Kispipa vendéglő 1900 körül
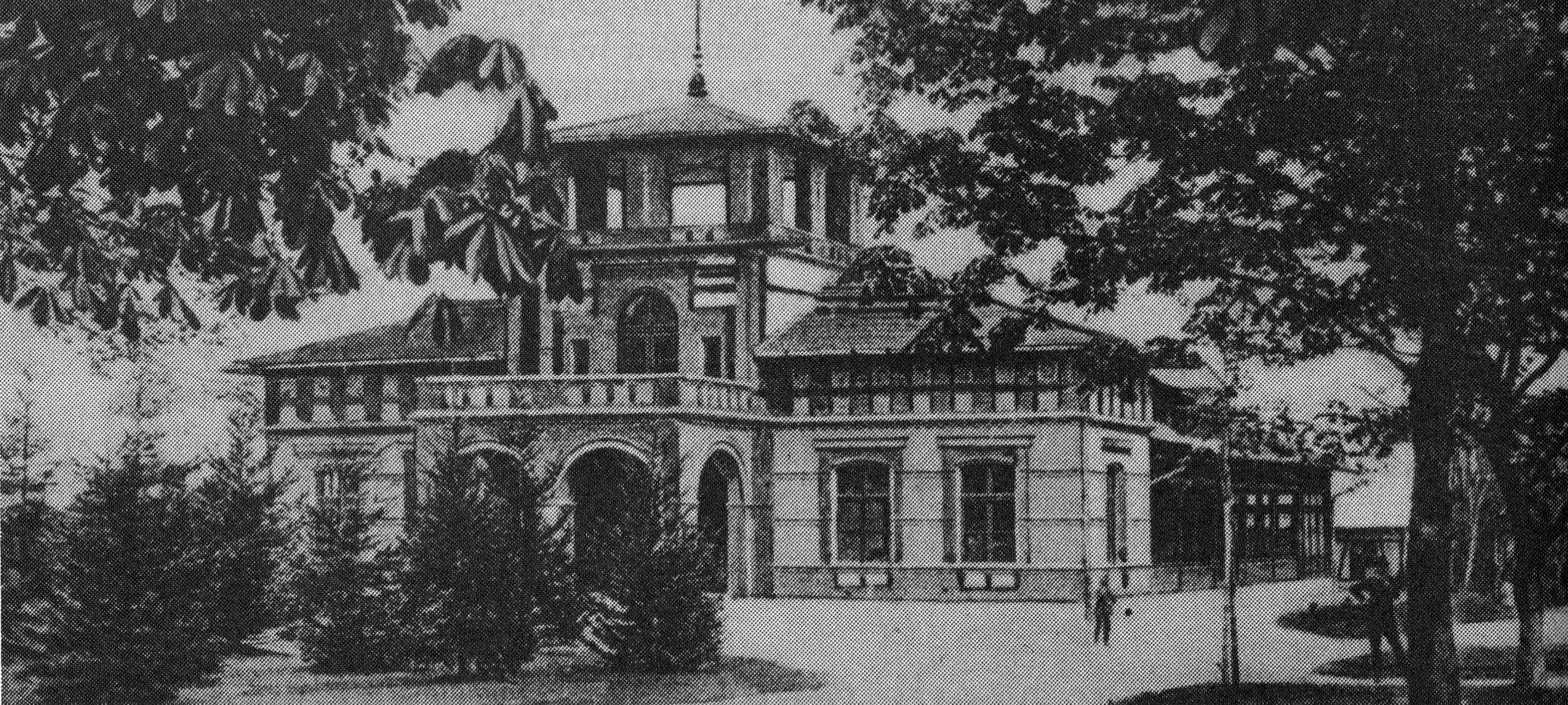
A Népkerti Vigadó 1910-ben
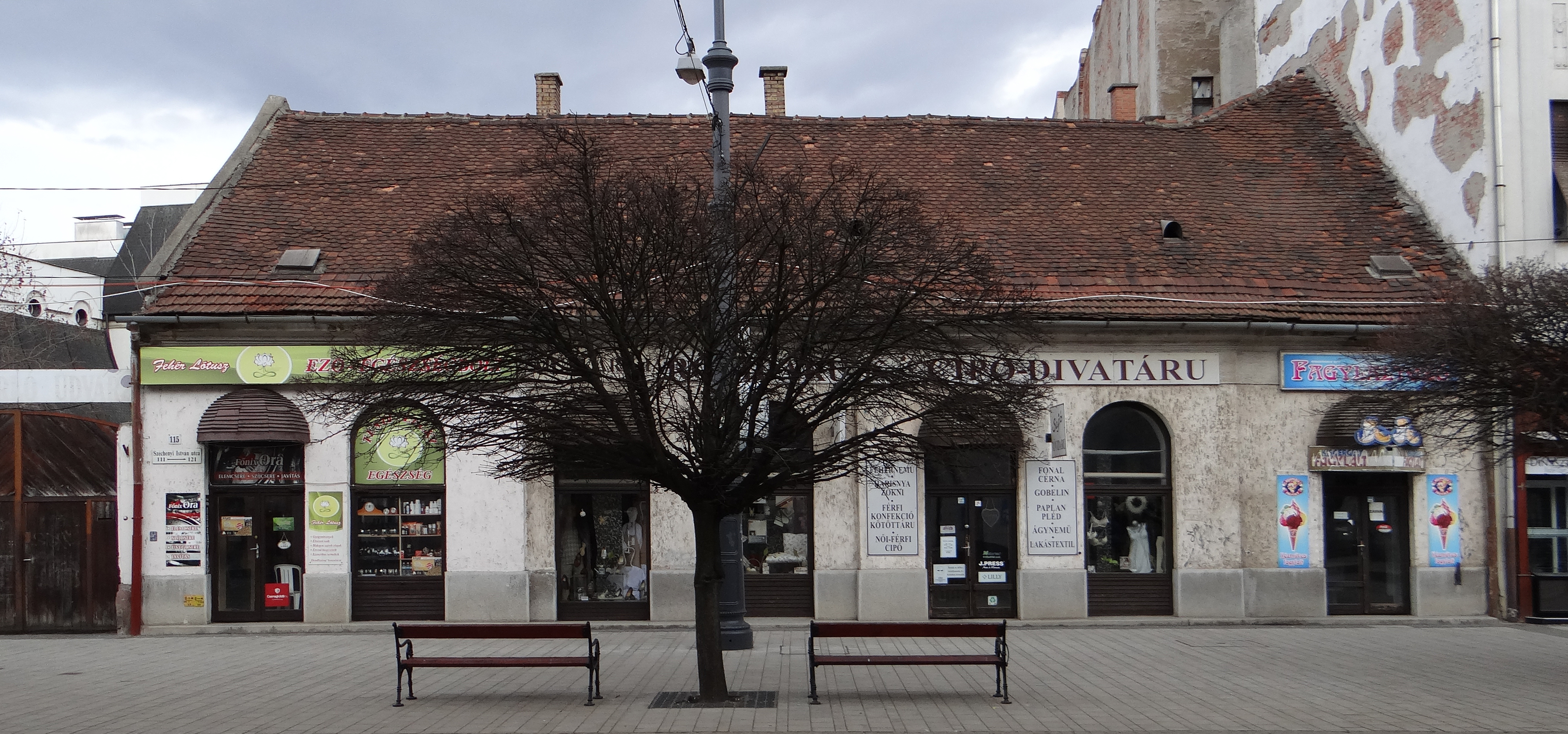
Az egykori Leffler vendéglő a Széchenyi utcán
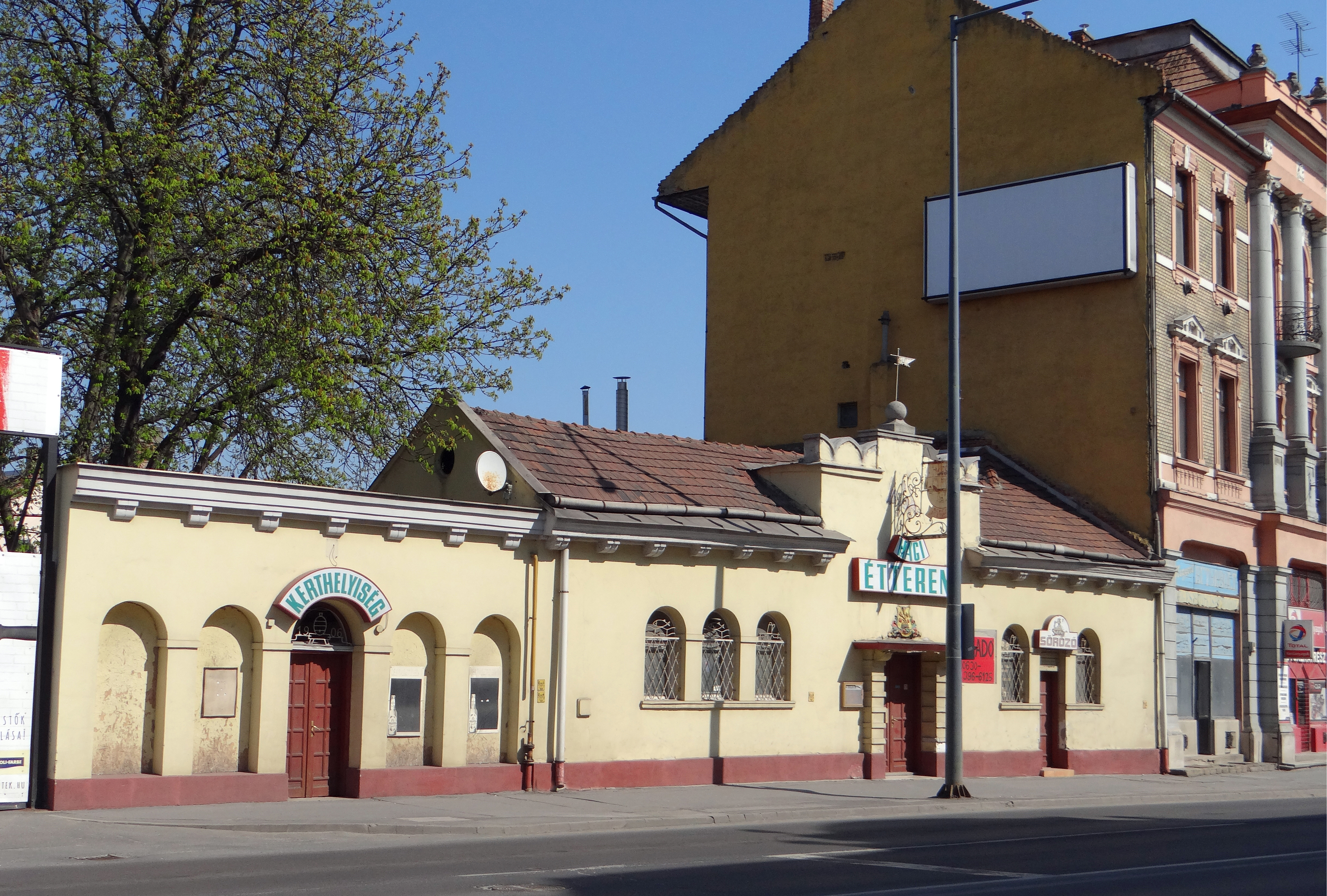
A Hági étterem 2017-ben

## Vendégfogadók, szállodák

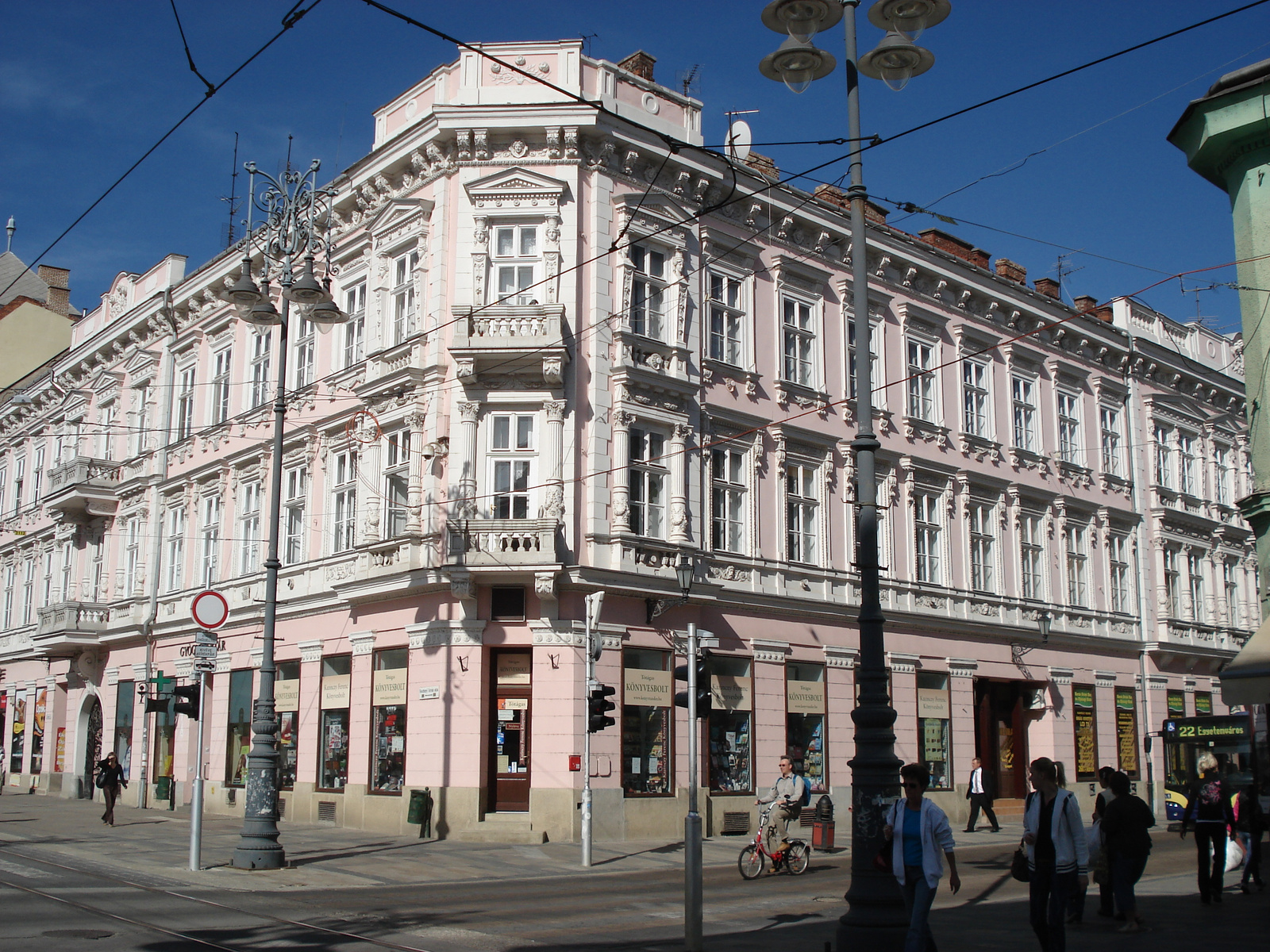
A Három Rózsa szálló épülete

Miskolc – elhelyezkedésének köszönhetően – már korán kereskedőváros volt, ahová, illetve ahonnan a város négy kapuján érkeztek a kereskedők kocsijaikkal. A Pest irányú forgalom volt a legjelentősebb, amely a Csabai kapun (eleinte Mindszenti kapunak nevezték) haladt a belváros irányába. Útvonalában az első vendégfogadó a Mindszenti kapunál, szinte a város határán kívül álló, a korábban itt lévő Zöldfa (Zöld Fa) kocsma helyén 1718-ban épült Zöldfa vendégfogadó volt, amelyet a város tanácsa építtetett. Az áthaladó útvonal a Szinva hídján vezetett át, a híd (a későbbi Forgó-híd) előtt a Csillag vagy Fehér Csillag fogadó, a híd túloldalán pedig a Három Rózsa vendégfogadó működött. A városba bevezető másik útvonal az Alsó Papszeren (ma Rákóczi utca) vezetett a későbbi Sötétkapu felé, itt először a Bárány vagy Aranybárány fogadó esett útba, majd a Piac utcán áthaladva a Czikó (Kossuth) utca két sarkán álló, a tapolcai apátság kereskedő- és vendégháza, a Curia Regais (a későbbi Pannónia szálloda), illetve a nyugati oldalon a Fekete Sas vendégfogadó (a későbbi Béke étterem). A felsorolt vendégfogadók természetesen nem egyszerre létesültek. Izdenczy Antal diósgyőri prefektus leírása szerint Miskolcnak még 1798-ban is csupán három szállója volt, ezek közül a Zöldfa távol volt a belvárostól, a Három Rózsának két, a Koronának négy vagy hat vendégszobája volt.
- Zöldfa (Zöld Fa, Zöld ág) vendégfogadó. A Mindszenti (Csabai) kapunál álló kocsma meglétéről 1710-ben szól először adat. Ennek helyére épült 1718-ban a fogadó Mindszent településsel szemben. Ez az épület nem állt fenn sokáig, mert 1721-ben leégett vagy más módon megsemmisült, de újjáépítették. Első részletes összeírása 1745-ben készült el, ekkor a város egyetlen vendégfogadójaként említették, és feltehetően inkább a kocsmafunkció volt a fontosabb. Az igények fokozódása miatt 1761-ben emeletet húztak az épületre, hét vendégszobát alakítva ki azon. A vendégfogadó a 19. század első felében élte fénykorát, de 1858–1870 között már nem fogadóként működött, hanem a lóavató bizottság bérelte.[32][33]
- Három Rózsa vendégfogadó. A Miskolci Kötelkönyv szerint 1702-ben a telek tulajdonosa Szikszai Kúra János, és egy kura korcsma állt rajta. Az épület ezután valószínűleg leégett, és a helyén 1767-ben a diósgyőri uradalom építtetett újat Három Rózsa korcsma néven. Az 1783. évi összeírás már vendégfogadó néven említette. Az 1832–1833-as uradalmi összeírás szerint a Három Rózsa uradalmi vendégfogadó jó anyagból, jól megépített épület volt, és zsindelytető fedte, bár ez utóbbi a feljegyzés szerint némi javításra szorult. Két vendégszobája volt, mindkettő fapadlós, kétszárnyú ablakos, vasrácsos, fazekas kályhákkal. Volt istállója 16 ló számára és egy nyitott, de zsindelytetővel fedett kocsiszínje hat kocsinak. 1840-ben itt szállt meg Kossuth Lajos, 1851-ben pedig Albrecht főherceg katonai és polgári kormányzó. A szállodát átkeresztelték Grand Hotelnek, ezután pedig minden új tulajdonos a maga nevével hirdette a szállodát. 1872-ben két miskolci polgár, Szabó Gyula és Pilta Miklós vette meg 48 000 forintért, lebontották, és egy szomszédos telekkel kiegészítve 1878-ra (még a nagy árvíz előtt) felépítették a mai kétszintes, 40 vendégszobás épületegyüttest. A reprezentatív szálloda a nevét első bérlőjéről kapta: Grand Hotel Stögermayer. A hotel nevezetes lakói közül megemlítendő Ferenc József, aki 1881. szeptember 9–16. között időzött itt, 1888 májusában Rudolf trónörökös, majd ugyanezen év októberében Edward walesi herceg, a későbbi brit király. A bérlők szaporán váltották egymást, éttermeket, kávéházat, sörözőt működtettek benne, de a sokszobás szállodát nem tudták tartósan rentábilisan üzemeltetni. A nagy gazdasági világválság idején, 1934-ben megszűnt az épület szállodafunkciója, bérpalotává alakították, a földszinten üzleteket alakítottak ki. Ezek közül a Fehér Kígyó Gyógyszertár máig fennmaradt, ugyancsak régi a sarkon, változatos neveken működő könyvesbolt.[34][35]

- Korona vendégfogadó, szálló (később Kossuth, Avas). A mai Széchenyi utca 1. alatt Nyáry Zsigmondnak 1652-ben már kúriája állt, ahol „szabad korcsmát" működtetett. A 17. század második felében már Dőri-kocsmaként volt ismert, majd 1757-ben, az ún. Grassalkovich-féle szerződés keretében a diósgyőri koronauradalom tulajdona lett. Az 1783-as összeírás szerint az Arany Korona közepesen jó állapotú épület, hat vendégszobája, kétrészes istállója és kocsiszíne volt. Az 1780-as–1790-es években nyaranta ebben az udvari kocsiszínben, majd 1802-től a fákkal borított árnyas kertben, egy összeácsolt színkörben kapott helyet a „Nemzeti Jádzó Társaság”, ahol Déryné Széppataki Róza is játszott. 1798-ban a miskolci Klir Vencel tervei alapján átépítették az épületet. Az északi, kétemeletes szárnyban voltak a vendégszobák, a Piac utcai egyemeletes szárnyban a vendéglői helységek. 1893-ban a város lebontatta a szállót, hogy nagyobbat, korszerűbbet építsenek helyette. Az építészeti terveket Adler Károly készítette el. A szálloda főhomlokzata a Széchenyi utcára nézett, és – miként a régi Korona is – rendelkezett egy belső udvarral. Az új Korona gyorsan felépült, 1894-ben már meg is nyitott. A szálloda első bérlője Reidinger Béla volt, őt Bakos Károly követte, majd a legendás Böczögő József következett, aki országos hírre emelte a szállodát és konyháját. Böczögő 1938-ban csődbe ment, ezután az államosításig a Janits testvérek vezették az intézményt. A Kossuth, illetve az Avas nevet későbbi időszakban kapta a szálló. A szállodát 1987-ben bezárták, azóta tulajdonváltások révén szinte követhetetlen lett a sorsa, a félbehagyott felújítás után állapota romlik.[36][37][38][39][40]

- Csillag vagy Fehér Csillag vendégfogadó. A telek és építményei 1816-ban kerültek a csizmadiacéh tulajdonába, és ehhez még megvásárolták Lichtenstein Józseftől a szomszédos házat, amelyben Fehér Csillag néven kávéház működött. Lakószobák voltak benne, sőt még egy karzatos táncterem is a része volt. A csizmadiacéh itt tartotta alkalmanként gyűléseit, de mivel ezek ritka események voltak, kiadták bérlőknek, akik továbbra is vendégfogadót, éttermet és kávéházat működtettek benne. Első bérlője 1847 és 1873 között Szombati József és felesége volt, 1874 és 1877 között pedig Zrotál József volt a bérlő. A fogadóban hat kétszemélyes, jól felszerelt szoba volt. 1874-ben az ingatlant eladták, és ettől kezdve mint Csillag kaszárnya, Csillag laktanya néven fordul elő a feljegyzésekben. Az épület ma is megvan a Szinva terasz mellett (Kandia utca 24.).[41]
- Arany Bárány vagy Mindszenti Vendég Fogadó. Az Arany Bárány vagy „Mindszenti fogadó” létezésére 1716-ból származik az első adat. Az épület a mai MÁV Igazgatóság (Szemere utca 26.) területén állt. 1734-ben épült, és 1743-ban a neve Mindszenti Vendég Fogadó, 1746-ban Mindszenti Alsó Vendégfogadó volt, amelynek négy szobája volt. 1750-ben a fogadót átépítették, Bárányka néven működött (valószínűleg kocsmaként), ám még a 18–19. század fordulója előtt megszűnt.[42]
- Curia Regalis, Pannónia szálló. A mai Kossuth utca 2. helyén – 1504-es okleveles adat szerint – a tapolcai apátság épülete állt, déli irányban a Piac utcától, észak felé a Pecéig lenyúlva. Részben raktározásra, részben vendéglátásra használták. Az épület az 1672-es tűzvész során komoly károkat szenvedett, de hamar újjáépítették: három szoba, két bolt, egy kocsma és mészárszék volt benne. A telek és építményei közben a munkácsi püspökségé lettek, majd számos bérlőváltást követően az 1860-as években került Miskolc város tulajdonába a ház, amely az 1878-as miskolci árvíz során súlyos károkat szenvedett. A 19. század végén Blau Gyula megépíttette a helyén az új Pannónia Szállodát, 1894. július 15-én „délelőtt a kávéházat nyitották meg, este pedig a szállodai részt és az éttermet” (Borsodmegyei Lapok). 1933-ban a Pannóniának 50 szobája volt. 1945-ig az utolsó bérlők Blach Ármin és Somló Vilmos voltak. Az épület ma ismét szállodaként üzemel, de korábban tiszti szálló volt, sőt itt működött a „pincés” Állami Áruház is.[43][44][45]

- Fekete Sas vendéglő (később Béke étterem). A vendéglő a mai Széchenyi és Kossuth utca nyugati sarkán helyezkedett el. A telek – az ún. Szerafin-fundus – 16. századi eredetű, később városi tulajdonba került. A telekre 1737-ben egy városi kőboltot építettek, ami az 1745-es összeírásban is szerepelt, mint rossz állapotú kocsma. A helyére építtette a város Pfajtenberger Lőrinc egri kőművessel 1746 és 1750 között a Fekete Sashoz címzett vendégfogadót. Az átadáskor még nem volt teljesen kész, 1751-ben a miskolci Kőmíves Mátyás fejezte be. A leírás szerint jó anyagból épült, „kétoldalú" épület volt, egyik oldala emeletes, amelynek földszintjén hat boltozatos, vasajtóval ellátott bolthelyiség volt, az épület sarki része volt a Fekete Sas. A boltokat görög kereskedőknek adták bérbe. Az épületet 1778-ban Johann Jung tervei alapján kibővítették, átalakították. A kosáríves, kerékvetővel ellátott kőkeretes barokk kapu záróköve egy sasos címer volt, talán innen adódott a Fekete Sas elnevezés. A tűzvész után újabb felújítást kellett elvégezni. Az 1920-as évek második felében Széchenyi büfé, majd az 1930-as évek elejétől Széchenyi étterem volt a neve. Az államosítás után Székelykert étterem, majd 1956-tól Béke étterem néven működött, 1971-ben lebontották.[46][47][48]
- Pest városához címzett étterem és szálloda, majd Budapest, illetve Abbázia szálloda. A mai Széchenyi utca 24. alatti épület helyén a 18. században görög kereskedőház állt, ebben nyílt meg 1859-ben Szálloda Pest városához Miskolczon névvel Fejér Miklós szállodája. A szálloda jól ment, mert a szemközti színházból a közönség a szünetben, vagy az előadás után szívesen látogatta. 1898-ban Pfenning József Budapest néven nyitotta újra a szállodát. A házat 1904-ben lebontották, a helyén épült fel a mai kétemeletes épület. Grünfeld Sándor tulajdonos a már sikeres vendéglős Böczögő Józsefnek adta bérbe az épületet, aki közel másfél évtizedig vezette a Budapest Szálloda, Böczögő étterem és Abbázia kávéház komplexumot. 1918-ban Rósenfeld Jenő és Schwarz Zsigmond vásárolta meg a szállodát, és Abbázia kávéház, étterem és szálloda Schwarz és Rósenfeld néven nyitották meg üzletüket. Ebben az időben a létesítmény a város legnagyobb, 50 szobás és leglátogatottabb szállodája volt. Az államosítás után Abbázia, majd Arany Csillag néven működött tovább, 1991-ben bezárt.[49][50][51]

- Royal szálló. A szálloda épülete a Széchenyi utca 60. alatt található. Az elődépület egyemeletes volt, és ebben kezdte meg működését 1883-ban a „Miskolczi Termény Csarnok” (voltaképpen gabonatőzsde). Az épületben akkor már működött a Weinberger-féle kávéház, amely 1904-ben Czeizel Adolf tulajdonába került, és Lloyd Szálloda, Kávéház és Étterem néven üzemeltette. 1904–1906 között az épületre újabb szintet húztak. A szálloda az emeleten volt, a földszinten üzleteket és kávéházat alakítottak ki. 1930-ban vette át a szállodát Bárd György, és negyven szobát alakított ki benne. A Royal szálloda a két világháború között folyamatosan működött, de az 1930-as évektől csökkent a színvonala, és lassan rossz hírűvé vált. 1936-ban Gránát Sándor bérelte, majd az 1940-es évek elején Márkus Soma volt a tulajdonosa. Az államosítás után szálloda funkciója megszűnt, magánlakásokat alakítottak ki benne.[52][53][54]

- Lillafüredi Palotaszálló. Lillafüreden 1890–1892-ben épült fel az első jelentős szálloda, a kétemeletes Lilla szálló vagy Nagy szálló, ami 1944 decemberében leégett. A Palotaszálló állami beruházásként 1925 és 1929 között épült fel a Hámori-tó mellett, Lux Kálmán tervei alapján. A neoreneszánsz stílusú szállót 1930-ban avatták fel. Az első emeleten helyezték el a luxuslakosztályokat, és külön ebédlő–konferenciatermet és társalgó–játéktermet is kialakítottak. Az emeletes ágyakkal berendezett „turistalakosztályokat” a harmadik és a negyedik emeleten hozták létre, körülbelül 120 vendég számára. A szállóban rendezték meg 1933-ban azt az írókongresszust, amelynek József Attila Óda című verse köszönhető. Az első időszakban a vendégek elsősorban a korabeli előkelőségek, az elit köreiből kerültek ki. 1937–1938-ban Ságody Ferenc igazgatása idején nyílt meg a szállóban aHunyadi söröző, a későbbi Mátyás étterem. Az ország német megszállása után német katonákat szállásoltak el a szállóban, majd szovjet katonák vették át a helyüket, később pedig szakszervezeti üdülő lett. 1993-tól a Hunguest Hotels működteti.[55][56]

- Tapolcai Anna szálló. Görömböly-Tapolcát 1910-ben vette meg Miskolc város a munkácsi püspökségtől, és 1934-ben üdülőhellyé nyilvánította. Tapolca legpatinásabb vendéglő-szállodája az Anna volt, amely 1923-ban épült, és működtetője (a Margit szállóval együtt) Nagy Gyuláné volt. Ez összesen 15 vendégszobát jelentett. Az Anna szálló bérlői, vezetői később gyakran változtak, de szinte mindig Miskolchoz kötődő szakemberek közül kerültek ki. 1938-ban épült a szálló mellé a jellegzetes „bungaló” épülete. A szálloda télen-nyáron nyitva tartott, 21 szobájában 58 férőhelyet biztosítottak. A bungaló 1988-ban leégett, majd magát a szállodát is lebontották.[55][57]

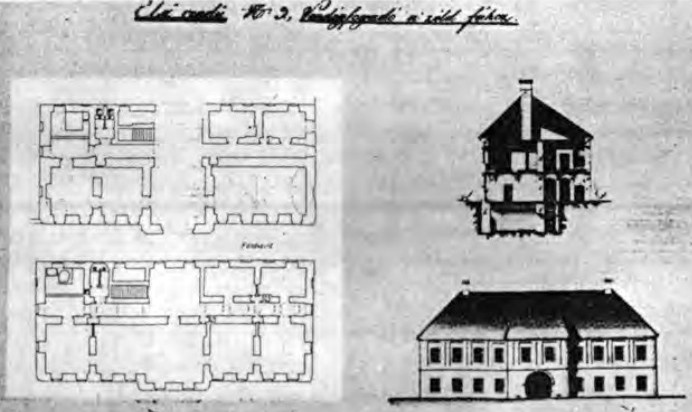
A Zöldfa vendégfogadó rajza 1832–33-ban
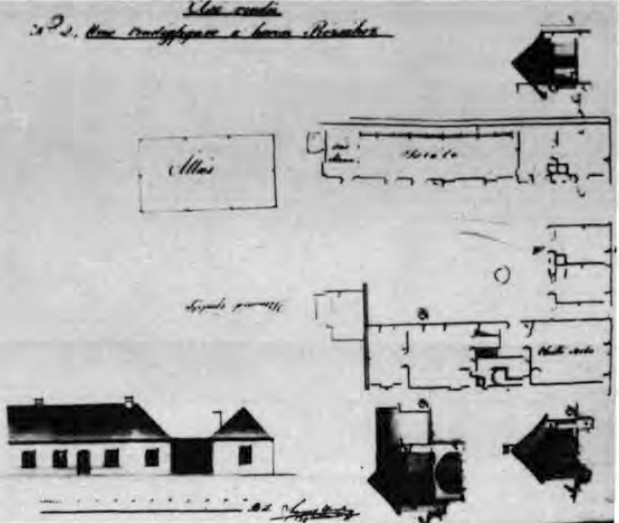
Rajz a Három Rózsa 1832–33-beli állapotáról
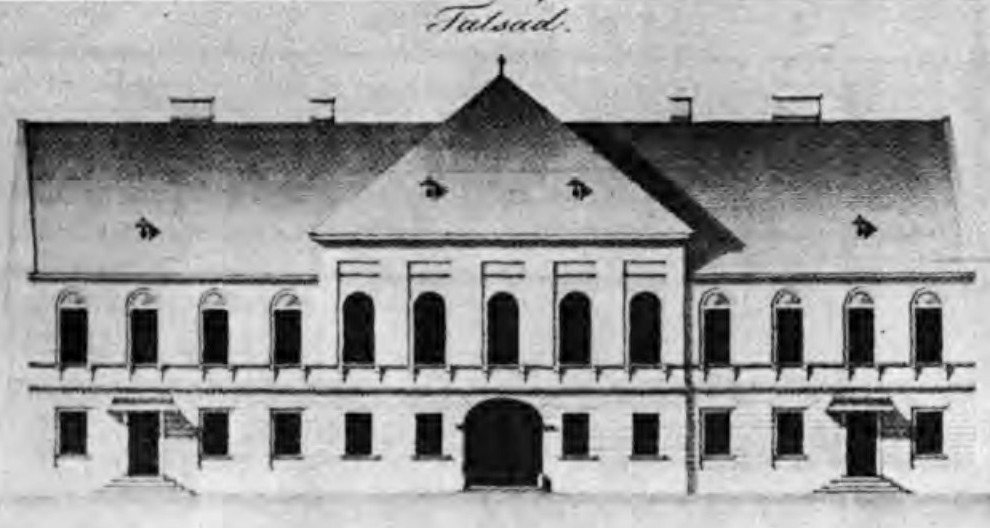
A Korona szálló épülete 1832–33-ban
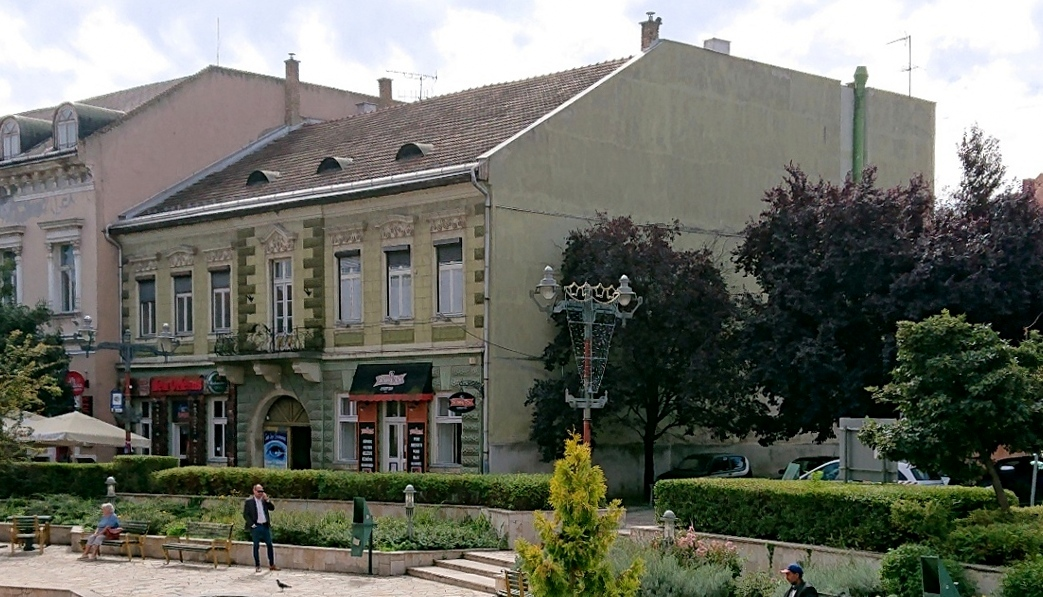
Az egykori Fehér Csillag vendégfogadó épülete 2020-ban
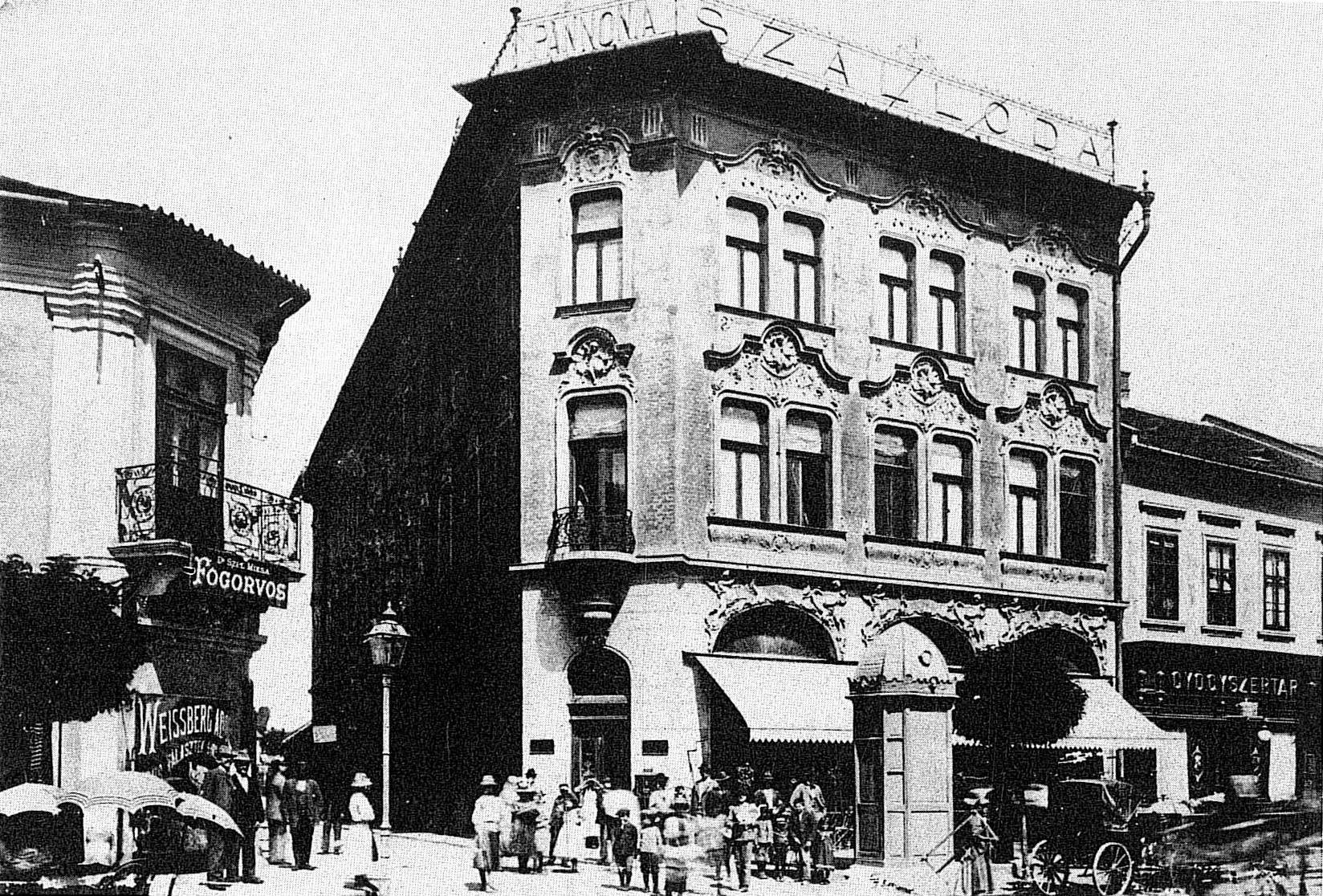
A Pannónia szálló 1910-ben
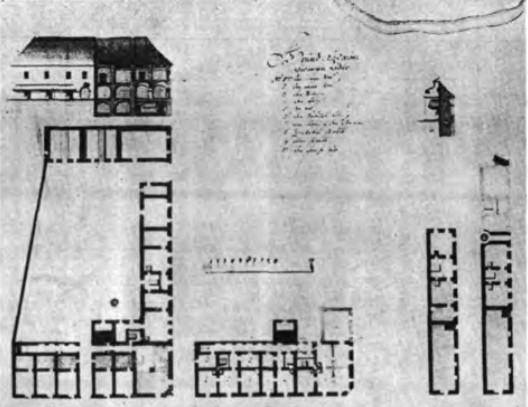
A Fekete Sas Johann Jung tervén, 1778-ból
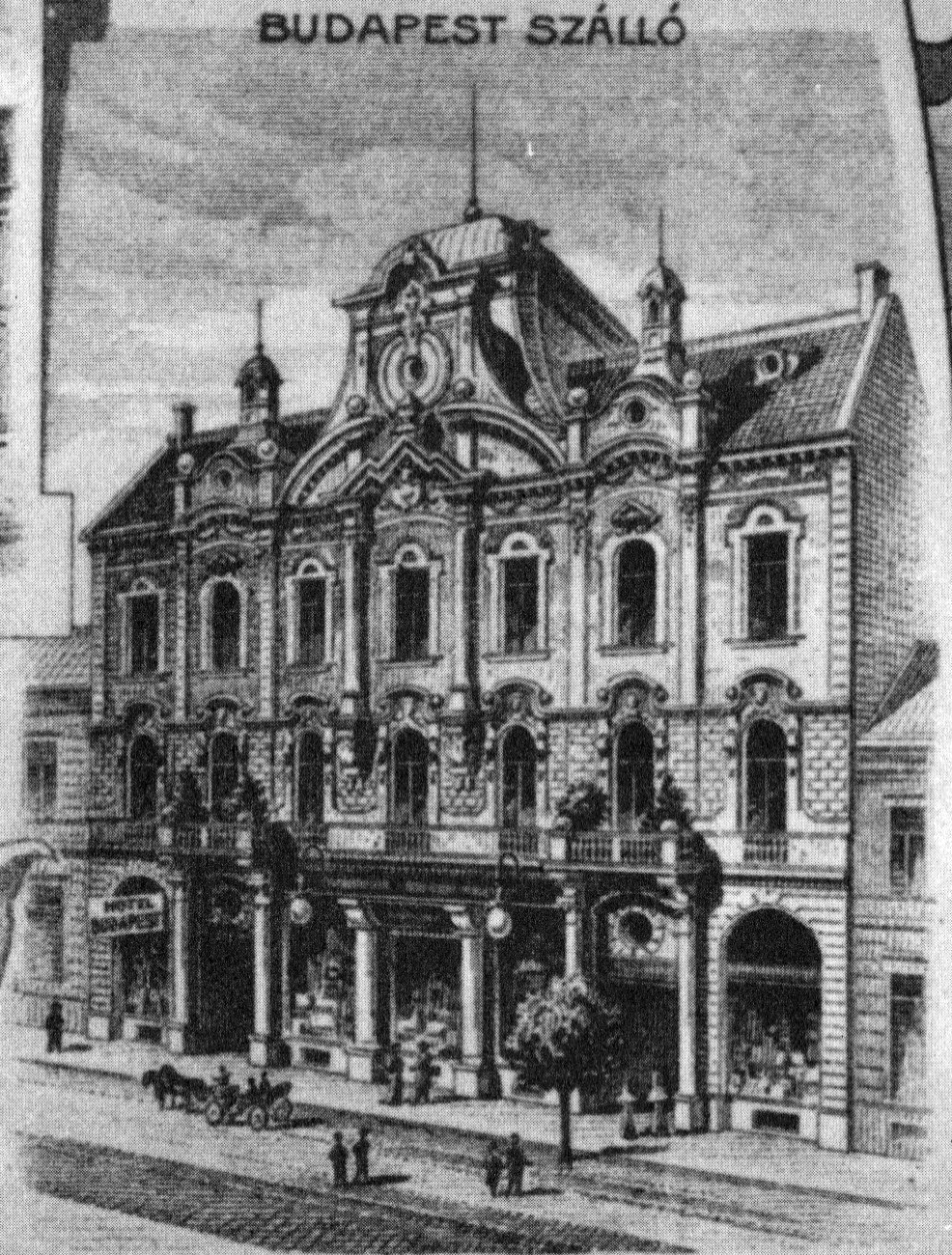
A Budapest szálloda 1906-ban
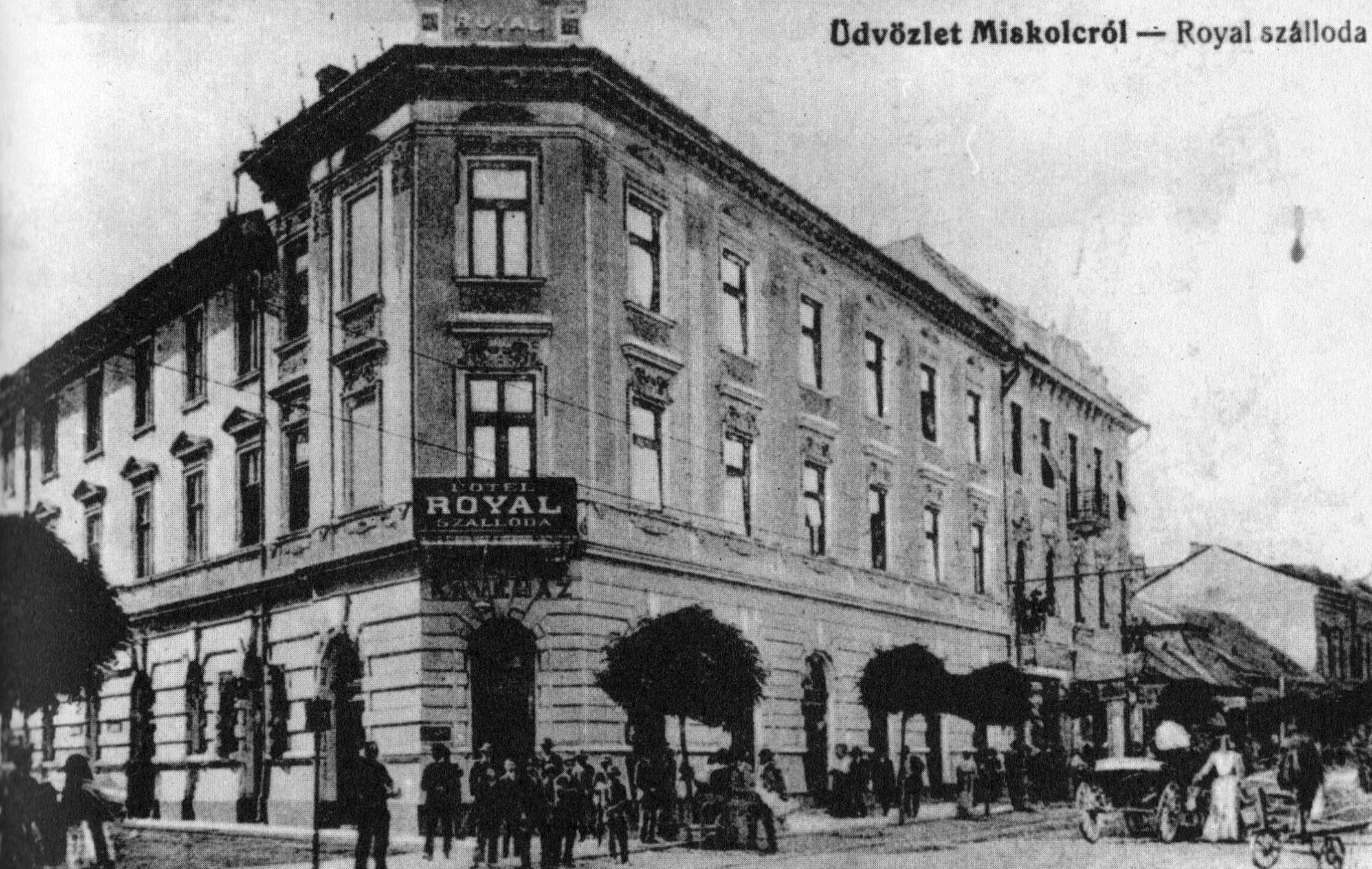
A Royal szálló 1910-ben

## Kávéházak, cukrászdák
A kávézás szokása Miskolcon először a nagypolgári családok körében terjedt el. Az első adat 1760-ból, egy görög kereskedő számadáskönyvéből származik, 1786-ban pedig Négyesi Szepessy Zsigmond ezüsttárgyai között soroltak fel kávéskészletet. A kávézási szokásokról Božena Němcová cseh írónő naplója is beszámol: „1851. ápr. 28. – Csaba falun és Mindszent előváráson keresztül a városba – ti. Miskolcra – érkeztünk, ahol egy öregasszonynál szálltam meg. A nagyon tiszta ház árkádos volt … az úri házak közé tartozik. Este kávézás a háziasszonyomnál. … Mi minden volt itt előttünk az asztalkán! … aranyozott kiscsészék, pohárkák, … és középen elhelyezve állt a háromlábú edény tejszínnel.” A kávéházak és cukrászdák Miskolcon elsősorban a Széchenyi utcában helyezkedtek el. Ennek az az oka, hogy egy tanácsi rendelet értelmében csak a Fő utcán nem korlátozták a kávéházak számát, a többi helyen utcánként csak egyet engedélyeztek.
- Első miskolci kávéház. 1788-ban nyílt meg, Nóvák Jakab tescheni kávés működtette az egykori Dőry-kúria nyugati végén lévő uradalmi sóház földszinti részében. Helyén ma a Biztosító palota áll. A kávézó nem működhetett túl rentábilisan, a kávés hamar elhagyta Miskolcot. 1805-ben Malagetz Ferenc görög kereskedő volt a bérlő, aki a kávé mellett „pálinkát, égett bort és Szilvóriumot” is árult.[60]
- Jost–Rabel–Roráriusz kávéház és cukrászda. Az új kávéházat, a legendássá vált Rábel–Roráriusz kávézó és cukrászda elődjét 1828-ban nyitotta meg Jost János (korábban tévesen Adolf keresztnévvel írták[61][62]). Ez volt Miskolc első cukrászdája. Jost Bécsből érkezett a városba, és Rózsa Antal görög kereskedő Széchenyi utca 5. sz. házában nyitotta meg „kávéházzal egybekapcsolt cukorsüteményes boltját”. Feljegyzések szerint a cukrászdában megfordult Déryné, Petőfi Sándor, Tompa Mihály, Vadnai Károly, Egressy Gábor, Lendvay Márton, Latabár Endre, Prielle Kornélia, Blaha Lujza és Laborfalvi Róza.[63] 1895-ben a Lőcséről származó Rábel Alberté lett a cukrászda, amelyet nívós biedermeier bútorokkal rendezett be. Lövey József cukrászmester, aki Rábelnél tanulta ki a mesterséget, így emlékezett vissza: „A cukrászda kapujából, ahogy az utcáról bementünk balra volt a kávéskonyha, innen lehetett bemenni a cukrászdába, vagyis a sütödébe, ahol a kemence volt. És dolgozott a három cukrász. Rábel bácsi pedig a vendégekkel foglalkozott. Nagyon kellemes, kedves lőcsei ember volt, aki a németen, magyaron kívül még más nyelveken is beszélt. Előkelő volt a vendégsége is.” Rábel Albert 1938-ig vezette az üzletet, utódja a Ceglédről érkezett Rorárius Gyula lett. Rorárius már érkezésekor idős ember volt, és 1948-ban halt meg. Az üzletet unokaöccse, Rorárius László vitte tovább. Az államosítás után Béke cukrászda lett a neve, de a miskolciak mindvégig Roráriusznak, Rorinak nevezték. 1971-ben – néhány környező házzal együtt – felrobbantották.[64][65][66]

- Sikorszky-féle kávéház. A kávézóval kapcsolatban 1910-ből van az első adat. A Kazinczy utca 8. alatt állt, és az államosításig mindig a család tulajdonában volt. 1940-től Sikorszky cukrászdája és kávézója volt a neve. Az államosítás után is cukrászdaként működött egy darabig, de 1954–1956 körül lebontották.[67]
- Tűzoltó kávéház. A Tűzoltóhoz címzett kávéház már az 1880-as években létezett, a Kossuth utca 1. szám alatt, az utcára három ablakkal néző épületben működött. Ezt bővítette ki, alakította át 1885-ben Bok János kávés, aki főutcai kávézóját helyezte át ide. A Tűzoltó kávéház főleg a szerényebb jövedelműek és a katonák szórakozóhelye volt, még „kéjhölgyek” is működtek itt. A városi hatóságok ezért 1920 körül bezárták, és ide költözött a Miskolci Kereskedelmi Testület. Az épületet 1939-ben lebontották, és a helyén építették fel a testület új székházát.[68]
- Megay cukrászda. Megay Róbert Kassán tanulta ki a mesterséget, és 1893-ban, miután jegyességet kötött Miskolczy Margittal, cukrászmestere lányával, Rimaszombatból érkezett Miskolcra. Iparengedélyét 1892–1893-ban kapta meg, és a mai Széchenyi utca 36. alatti épület földszintjén alakította ki első üzletét. 1909-ben a szivarozó cukrászmester gázrobbanást okozott, és az épület nagy része romba dőlt. Ezután vásárolta meg a közeli Széchenyi utca 42. alatti sarokházat (a Széchenyi és Szemere utca sarkán). A család és a személyzet egy része az emeleten lakott, a földszintet pedig az üzlet és a szalon foglalta el. Üzlete gyorsan hírnevet szerzett és fogalommá vált, a korabeli híradások szerint Megay mestersége zsenije volt, aki sorra nyerte a hazai és nemzetközi bemutatókat. A mester 1922-ban bekövetkezett halála után özvegye vezette a vállalkozást, de már 1923-ban bezárta a boltot. A ház azonban még évtizedekig Megay-ház néven volt közismert, sőt a helyiek az utcasarkot is Megay-sarokként emlegették. A háború vége felé, amikor a németek felrobbantották a Szinva hídját, az épület is súlyos károkat szenvedett, 1954-ben lebontották.[69][70]
- Piva cukrászda. Carlo Piva olasz cukrászmester Bécsben, apja mellett tanulta ki a cukrászmesterséget. 1929-ben érkezett Miskolcra, lakása és első fagylaltozó-cukrászdája a Szemere utca és az akkor még létező Zöldfa utca sarkán, szemben a Mindszenti templommal volt. Az üzlet a földszinten, a lakás az emeleten volt. A második világháború során az akkori Szent István tér sérüléseket szenvedett, rajta Piva háza pedig kiégett. Piva ezután 1945-ben először a Széchenyi utca 48. alatt nyitott üzletet, de egy év múlva a szemközti ház (Bloch-ház, Széchenyi utca 43.) egyik üzlethelyiségbe tette át székhelyét, ez lett a legendás „Piva”. Miskolcon ő alkalmazott először fagylaltgépet, és ő árusított először tölcséres fagylaltot. Piva 1955-ig vezette az üzletet, de ekkor – valószínűleg koholt vádak (adócsalás) miatt – letartóztatták, börtönbe került, és egész házát, cukrászdáját lefoglalták. A cukrászda a Napsugár nevet kapta, de a helyiek még évtizedekig Pivaként emlegették. 1990 körül végleg bezárt.[71][72]
- Trillhaas–Doró–Rácz cukrászda. Trillhaas Gyula 1870-ben született Miskolcon, a cukrászmesterséget is itt sajátította el. Bejárta Oroszországot, hosszabb időt töltött Szentpéterváron. Közel 30 éves korában tért vissza Miskolcra, és 1900-ban nyitotta meg üzletét a mai Városház tér 9/b. alatt. A mestert 1919-ben ismeretlen körülmények között kivégezték. Ezt követően 1932-ig Ilona nevű nővére, özv. Polatschek Beláné volt a tulajdonos. Tőle 1932-ben, az akkor Miskolcra érkező Doró Ernő vásárolta meg az üzletet, aki átalakította a cukrászda berendezését, „külön uzsonna termet" rendezett be, és a portál üvegfala helyett kirakatot alakított ki. Kortársai nagyra értékelték szakmai képességeit, de 1945-ben – politikai okok miatt - elhagyta Miskolcot. Az üzlet ekkor került Rácz Kálmán (Miskolcon tanult, Trillhaas Gyula volt a mestere) tulajdonába, de csak hat évig működtethette a cukrászdát, mert államosították. 1951 augusztusától a cukrászda a Miskolci Vendéglátóipari Vállalat egysége lett, majd 1963-ban gyakorlatilag megszűnt.[73]
- Frei kávéházak. A kiterjedt Frei család az 1920-as években tűnt fel Miskolcon. Közülük öten lettek cukrászok, egy pedig szakács. Frei Lipótnak és Aladárnak a Széchenyi utca 42. mögötti épületben volt üzlete, Jenőnek a Széchenyi utca 12. alatt volt üzletrésze, illetve cukrászdája, a legfiatalabb, Oszkár pedig Diósgyőrben működtetett rövid ideig cukrászdát és cukrászüzemet. Freiék tömeggyártásra, nagy igények kielégítésére rendezkedtek be, ellátói voltak vendéglőknek, éttermeknek és kávéházaknak. Az államosítás idején eltűntek Miskolcról, állítólag Amerikába emigráltak.[74]
- Capri cukrászda. A Capri cukrászdát Ermenegildo Buttignon olasz cukrász alapította. Az 1930-ban Miskolcra érkező Buttignon első üzlete a Széchenyi utca 107. alatt volt, de hamarosan a Széchenyi utca l6. alá tette át vállalkozását. Itt névleg Adamecz Kálmán volt a bérlő, de valójában a miskolciak között népszerű „Dzsildó” vitte az üzletet. Az új cukrászda ekkor kapta a Capri nevet, és ezt megőrizte az államosítás után is. Napjainkban a helyén működik a miskolci Tourinform.[75][76]

Miskolcon az ismertetetteken kívül számos kisebb, vagy rövid ideig működő kávéház volt. Ilyen volt a Polgári kávéház (Széchenyi utca 24.), Grosszmann Hermann Sport kávézója (Munkácsi utca 2.), a Király kávézó (Ady E. utca 18.), az Erzsébet kávézó (Hunyadi utca 1.), Rüchmann Izidor Ortodox Kóser Kávézója (Széchenyi utca 88.), és számos más.

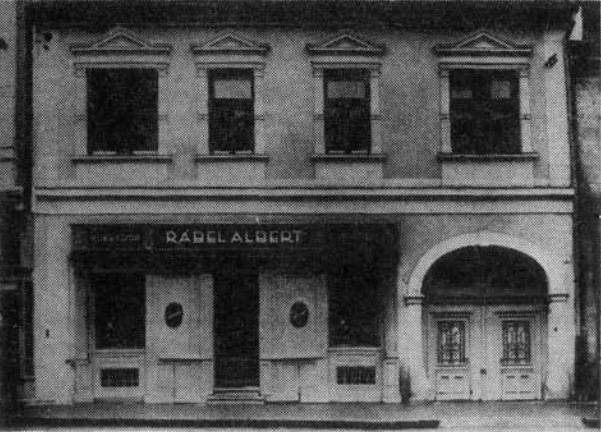
A Rábel cukrászda 1933-ban
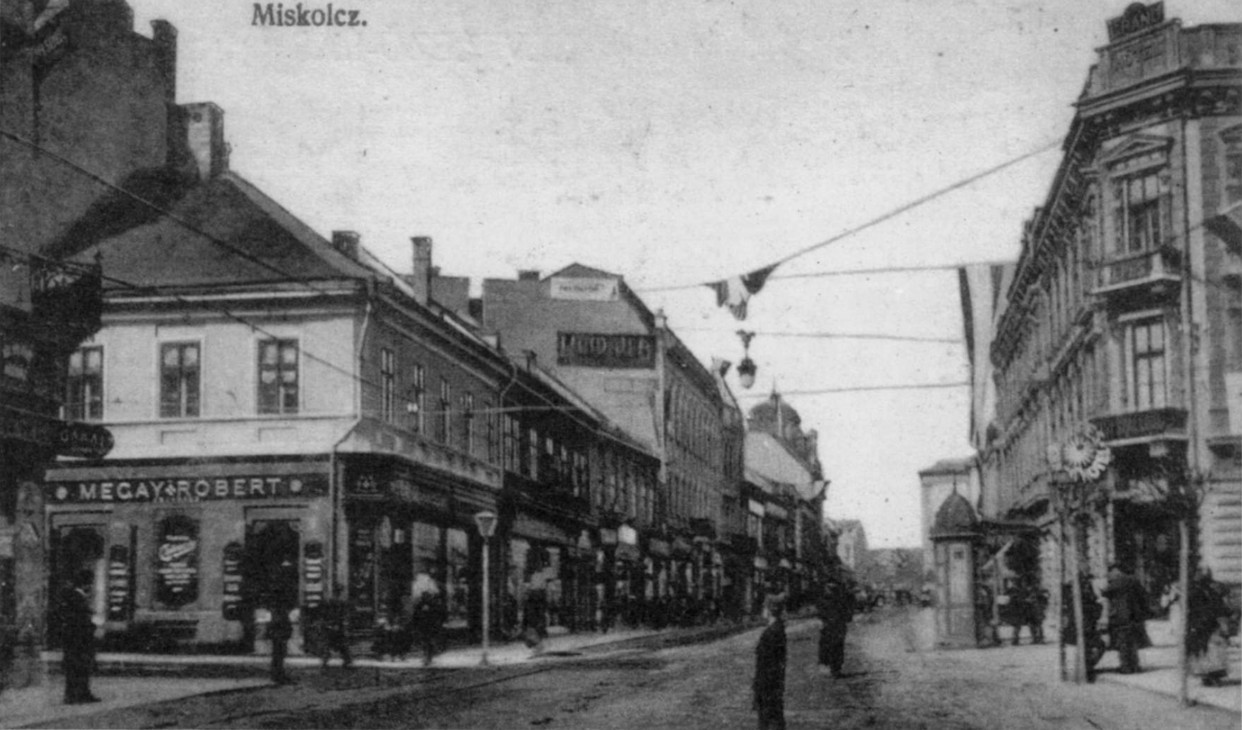
A Megay cukrászda 1912-ben
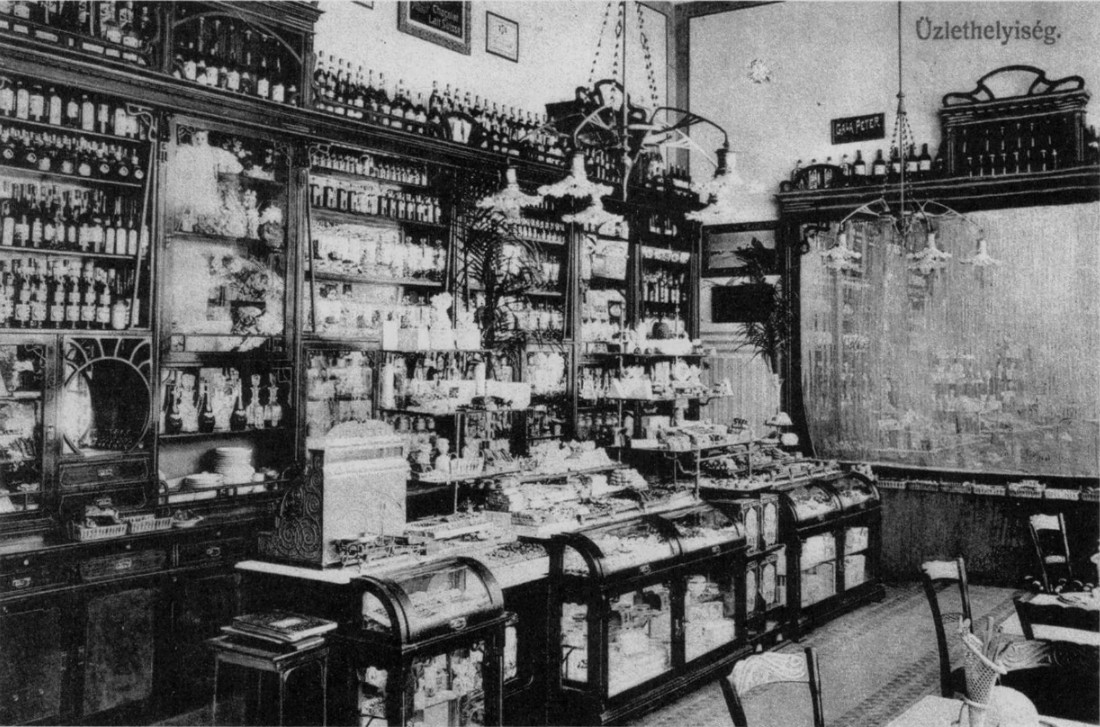
A Megay cukrászda berendezése, 1910
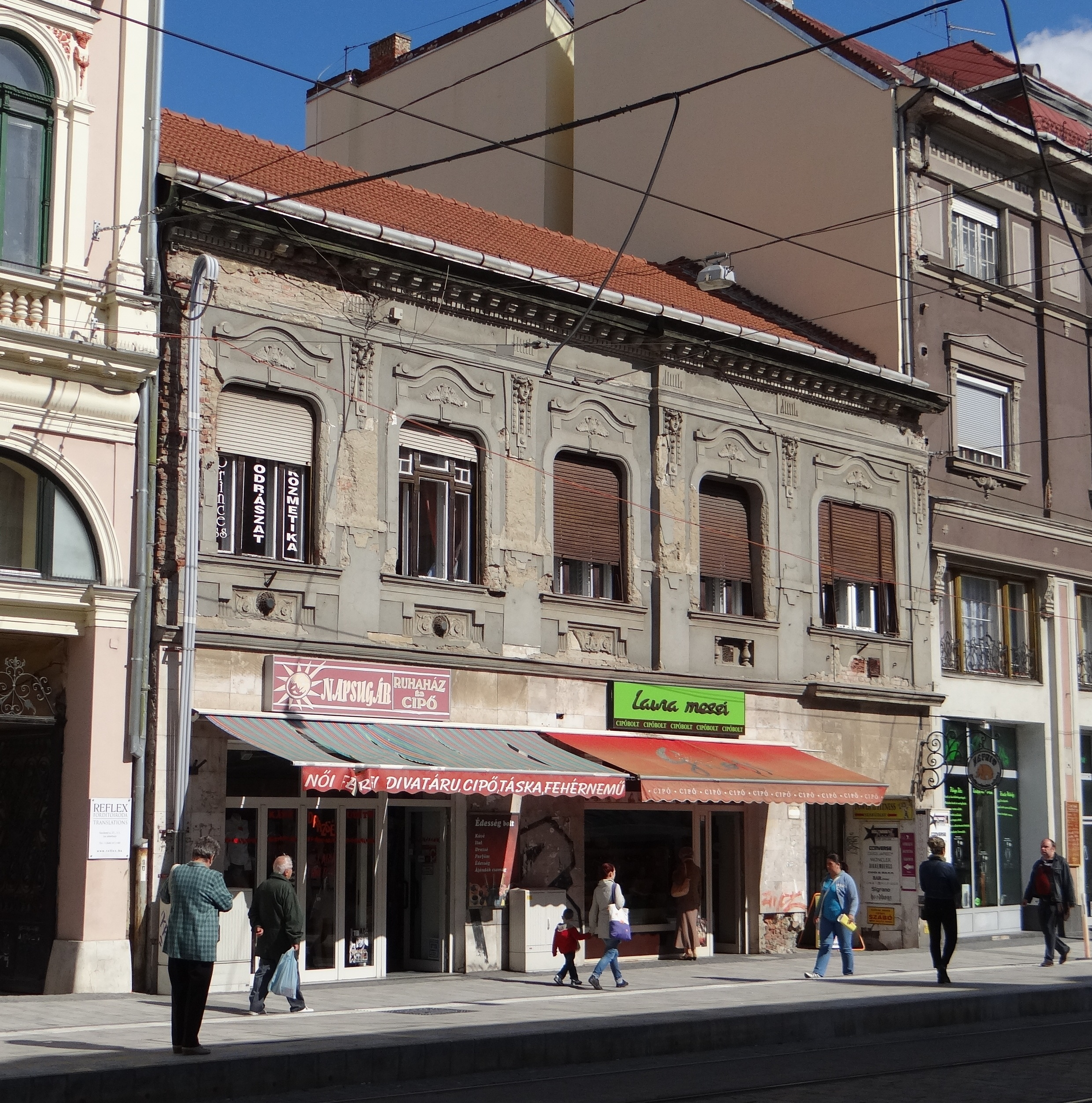
Az egykori Piva cukrászda épülete
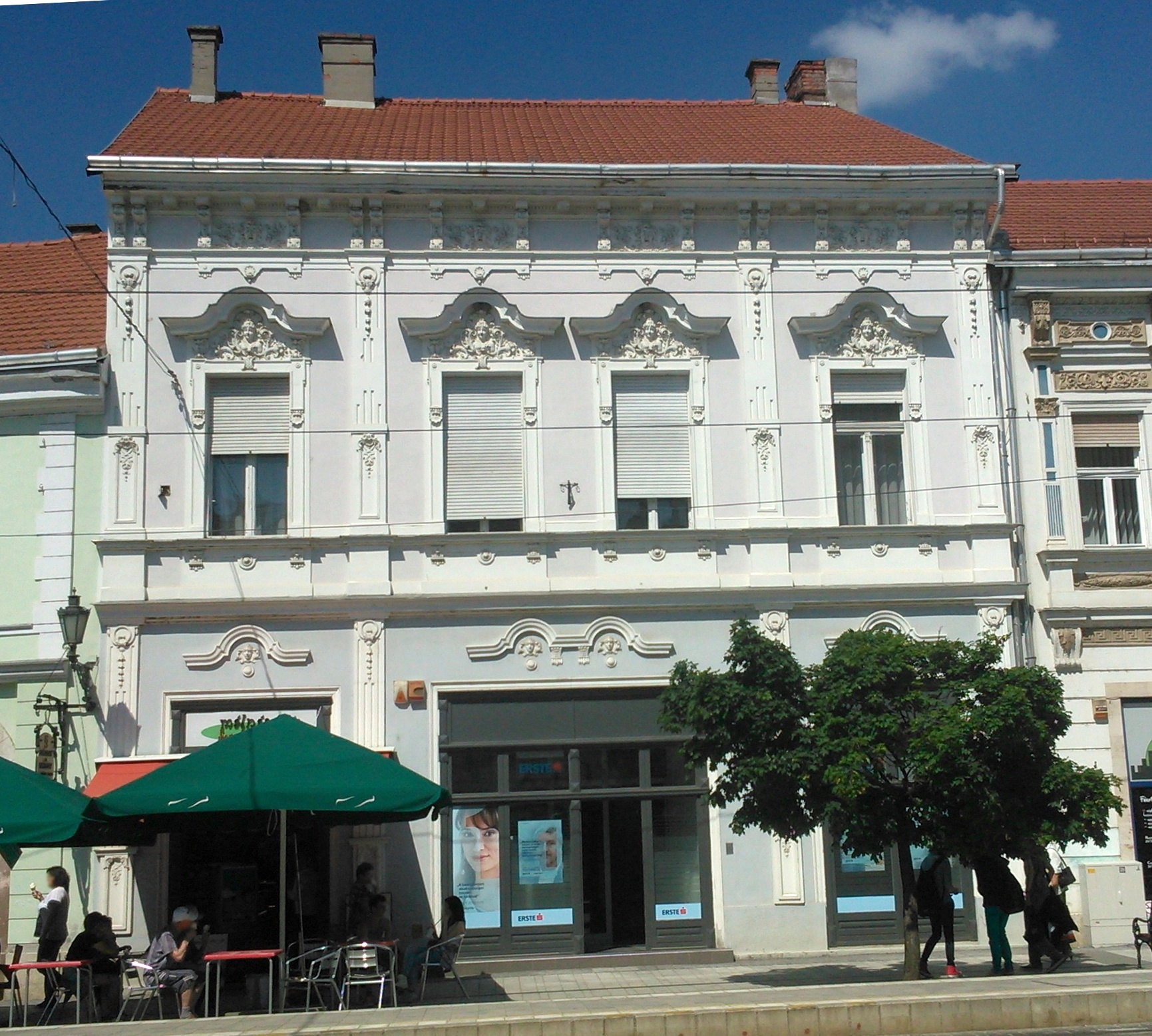
A Trillhaas–Doró–Rácz cukrászda épülete napjainkban
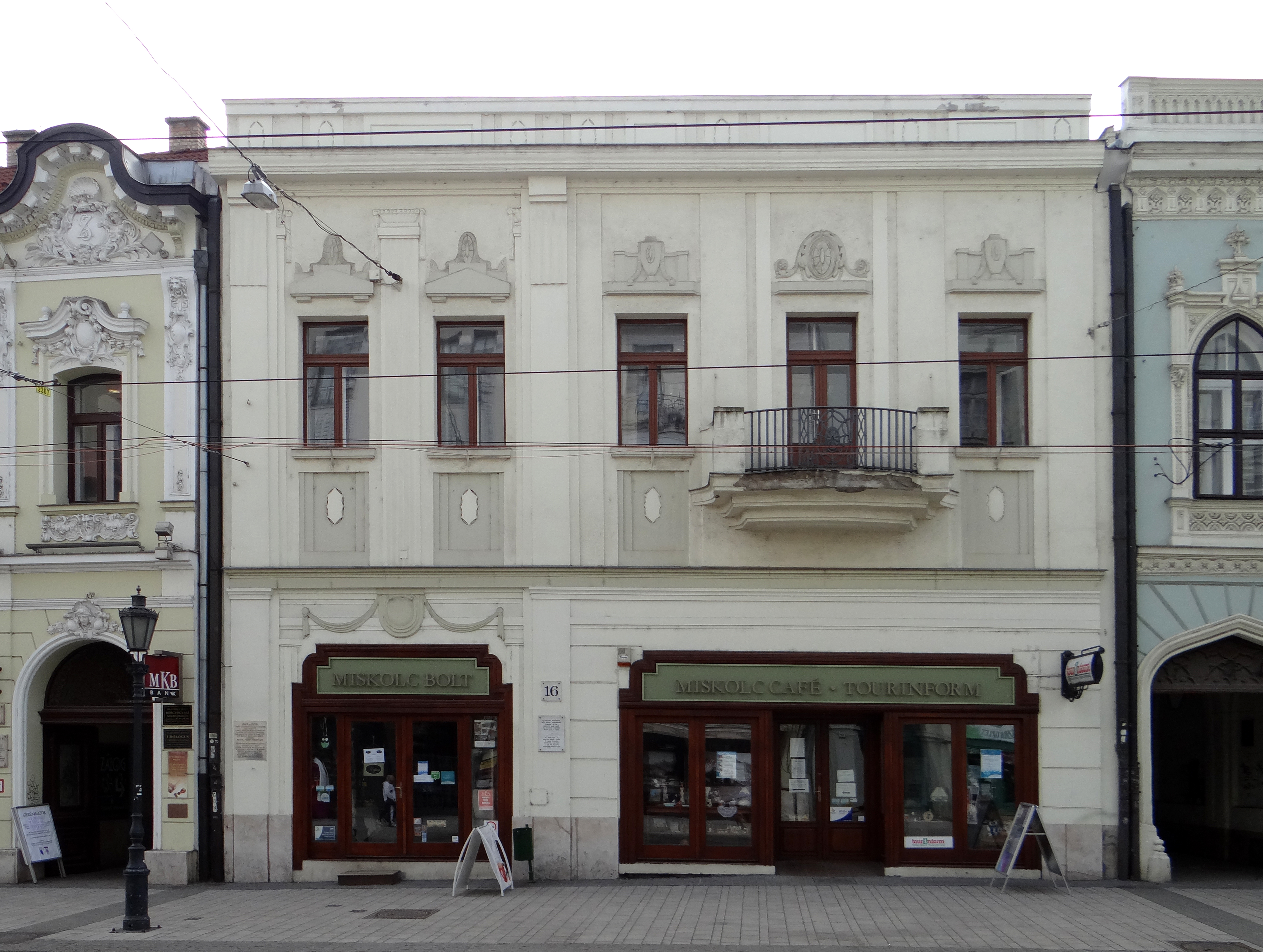
Az egykori Capri cukrászda helyén a Tourinform

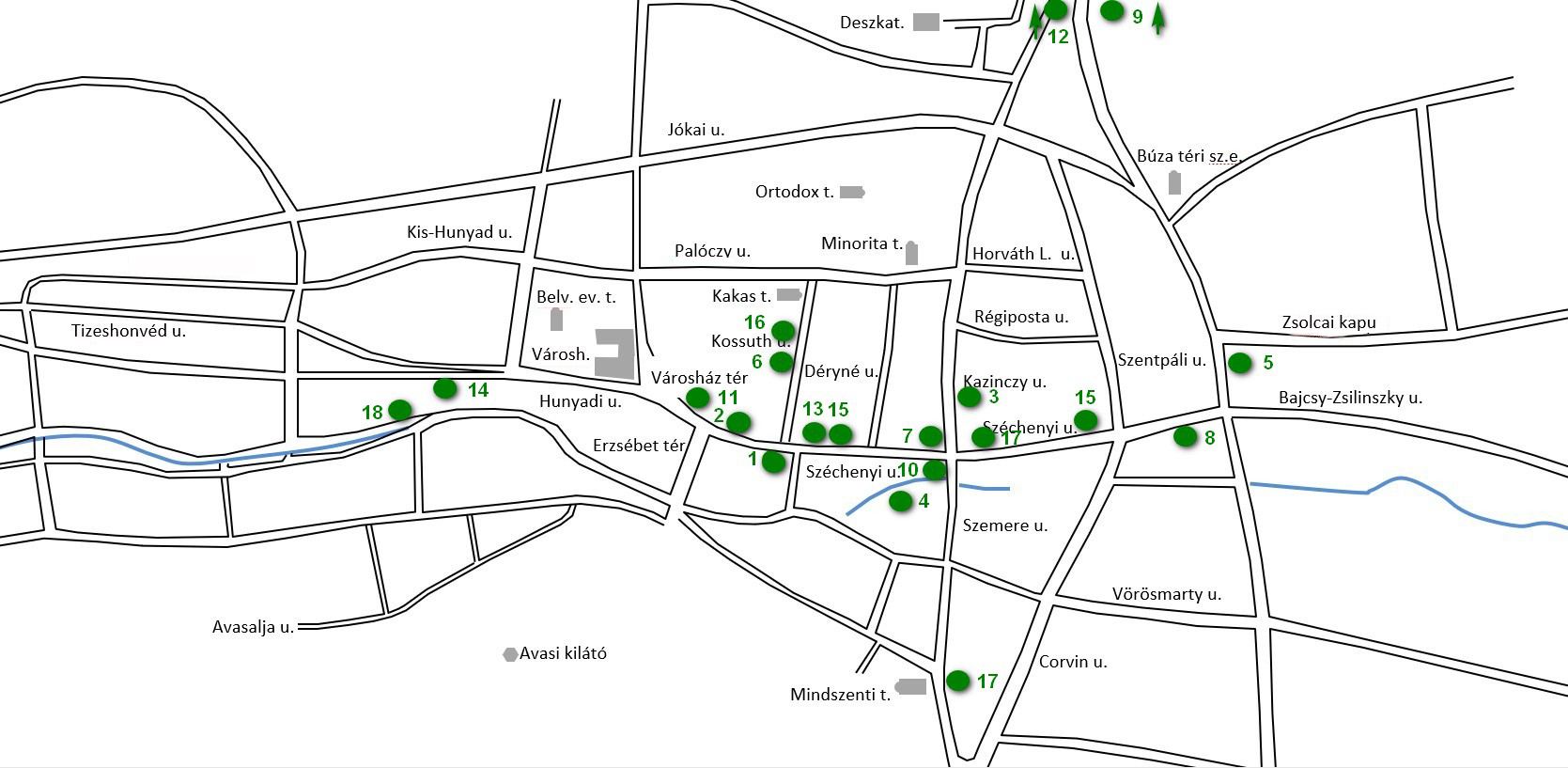
Kávéházak és cukrászdák az egykori Miskolcon
1 – Az első miskolci kávéház. 2 – Jost–Rábel–Rorárius-kávéház. 3 – Sikorszky-kávéház. 4 – Polgári kávéház. 5 – Sport kávéház. 6 – Tűzoltó kávéház. 7 – Erzsébet kávéház. 8 – Ortodox kóser kávéház. 9 – Kávézó és tejivó a Szentpéteri kapuban. 10 – Megay-cukrászda. 11 – Trillhaus–Doró–Rácz-cukrászda. 12 – Klein-cukrászda. 13 – Gottlieb Béláné cukrászdája. 14 – Davold Said cukrászdája. 15 – Ermenegildo Bottignon kávézója és cukrászdája. 16 – Frey-cukrászda. 17 – Carlo Piva cukrászdája. 18 – Weisz-cukrászda.